# Liste der Kulturdenkmale in Oelsnitz/Erzgeb.

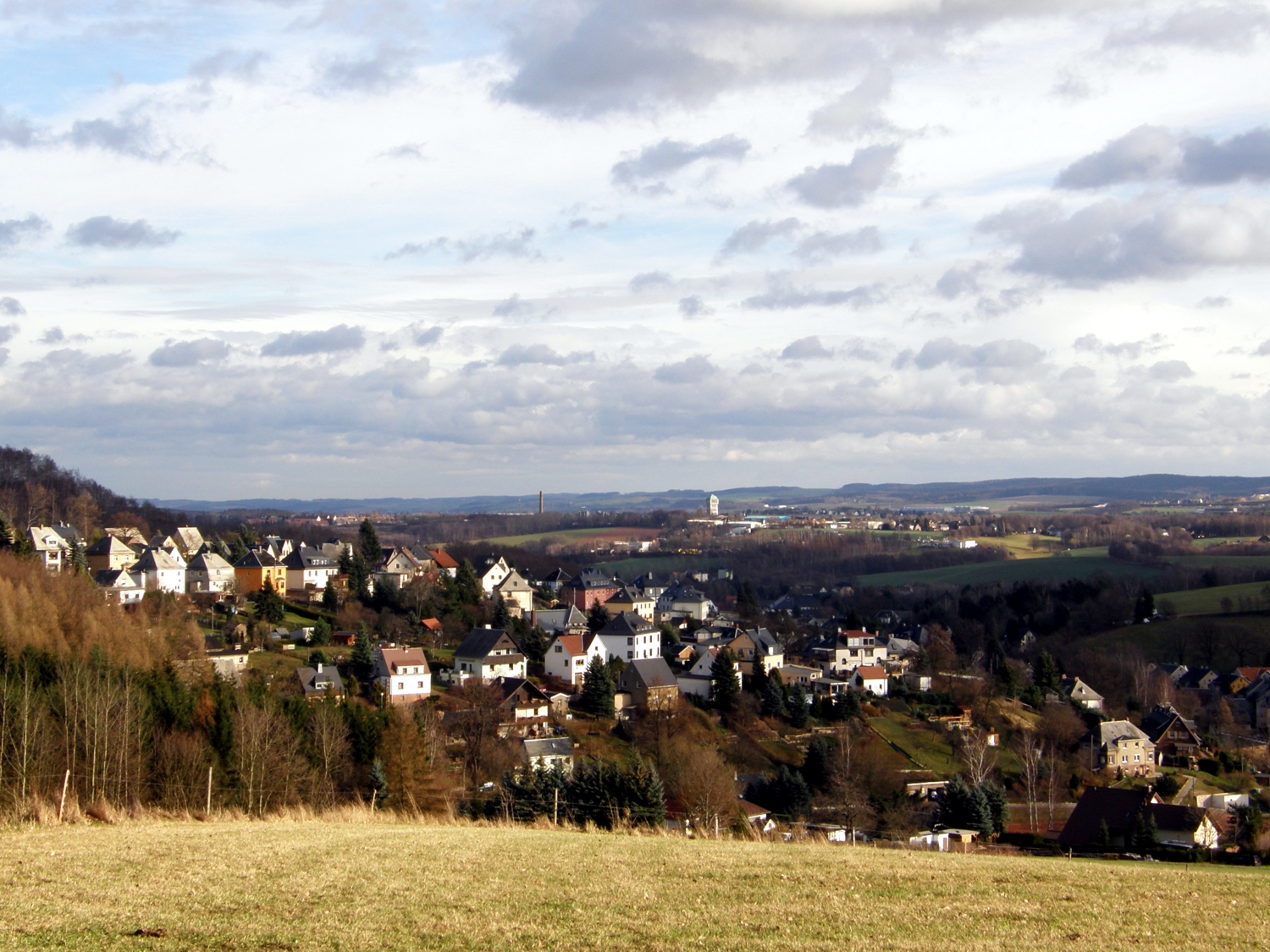
Blick über Oelsnitz

Die Liste der Kulturdenkmale in Oelsnitz/Erzgeb. enthält die Kulturdenkmale in Oelsnitz/Erzgeb.
Diese Liste ist eine Teilliste der Liste der Kulturdenkmale in Sachsen.

## Legende
- Bild: Bild des Kulturdenkmals, ggf. zusätzlich mit einem Link zu weiteren Fotos des Kulturdenkmals im Medienarchiv Wikimedia Commons. Wenn man auf das Kamerasymbol klickt, können Fotos zu Kulturdenkmalen aus dieser Liste hochgeladen werden:
- Bezeichnung: Denkmalgeschützte Objekte und ggf. Bauwerksname des Kulturdenkmals
- Lage: Straßenname und Hausnummer oder Flurstücknummer des Kulturdenkmals. Die Grundsortierung der Liste erfolgt nach dieser Adresse. Der Link (Karte) führt zu verschiedenen Kartendiensten mit der Position des Kulturdenkmals. Fehlt dieser Link, wurden die Koordinaten noch nicht eingetragen. Sind diese bekannt, können sie über ein Tool mit einer Kartenansicht einfach nachgetragen werden. In dieser Kartenansicht sind Kulturdenkmale ohne Koordinaten mit einem roten bzw. orangen Marker dargestellt und können durch Verschieben auf die richtige Position in der Karte mit Koordinaten versehen werden. Kulturdenkmale ohne Bild sind an einem blauen bzw. roten Marker erkennbar.
- Datierung: Baubeginn, Fertigstellung, Datum der Erstnennung oder grobe zeitliche Einordnung entsprechend des Eintrags in der sächsischen Denkmaldatenbank
- Beschreibung: Kurzcharakteristik des Kulturdenkmals entsprechend des Eintrags in der sächsischen Denkmaldatenbank, ggf. ergänzt durch die dort nur selten veröffentlichten Erfassungstexte oder zusätzliche Informationen
- ID: Vom Landesamt für Denkmalpflege Sachsen vergebene, das Kulturdenkmal eindeutig identifizierende Objekt-Nummer. Der Link führt zum PDF-Denkmaldokument des Landesamtes für Denkmalpflege Sachsen. Bei ehemaligen Kulturdenkmalen können die Objektnummern unbekannt sein und deshalb fehlen bzw. die Links von aus der Datenbank entfernten Objektnummern ins Leere führen. Ein ggf. vorhandenes Icon  führt zu den Angaben des Kulturdenkmals bei Wikidata.

## Oelsnitz/Erzgeb.
| Bild                                    | Bezeichnung | Lage                                                                      | Datierung                         | Beschreibung | ID       |
| --------------------------------------- | --- | ------------------------------------------------------------------------- | --------------------------------- | --- | -------- |
| Direkt Bild zu diesem Denkmal hochladen | Eisenbahnbrücke | Badstraße (Karte)                                                         | 19. Jahrhundert                   | Bergbauzusammenhang, technisches Denkmal. Ein Rundbogen (Werkstein), übrige Konstruktionsteile (inklusive Wangen) Bruchstein, die nicht mehr vorhandene Bahn wird nur noch durch Bauten wie diesen dokumentiert. | 09303895 |
| Weitere Bilder                          | Schachtanlage mit Torpfeilern, Pförtnerhäuschen, Maschinenhalle, sogenanntem Waschhaus, zwei Werkstattgebäuden und Verwaltungsbau sowie zugehöriger Halde | Albert-Funk-Schacht-Straße (Karte)                                        | um 1925 (Maschinenhalle)          | Ehemals Vereinsglückschacht, später Albert-Funk-Schächte I und II, Teile der Anlage wohl vom Leipziger Architekturbüro Händel & Franke (laut Auskunft), ortsgeschichtlich, bergbaugeschichtlich und bauhistorisch von Bedeutung. - Werkstattgebäude: Klinkerhalle auf Polygonalmauerwerkssockel aus Porphyrtuff, hohe Rundbogenfenster (teils zugesetzt) mit Metallsprossen kleinteilig gegliedert, deutsches Band und Zahnschnitt als Zierfriese, flach geneigtes Satteldach, - Maschinenhalle: Hochgestreckter Klinkerbau auf Polygonalmauerwerkssockel mit Satteldach, Gliederung durch Lisenen sowie Trauf- und Ortgesimse, hohe Rechteckfenster, - Pförtnerhaus: Eingeschossiger massiver Putzbau über quadratischem Grundriss auf Klinkersockel mit weit überstehendem Walmdach mit Biberschwanzkronendeckung, Flst. 1229/4, Abbruch vor 2016, - Pförtnerhaus: Eingeschossiger massiver Putzbau über gewinkeltem Grundriss auf Klinkersockel mit weit überstehendem Walmdach mit Biberschwanz-Kronendeckung, - Werkstattgebäude: Eingeschossiger Klinkerbau mit sehr flachem Satteldach, mit Segmentbogenöffnungen regelmäßig durchfenstert, kleinteilige Metallsprossenfenster, Flst. 1229/4, Abbruch vor 2016, - Sogenanntes Waschhaus: Klinkerhalle über rechteckigem Grundriss mit Walmdach, auf Polygonalmauerwerksockel aus Porphyrtuff, Gliederung durch Lisenen und einfache Gesimse, die Stürze über den hochrechteckigen Fenstern aus Eisenbetonteilen, an der östlichen Traufseite vier durch dünne Wandstreifen getrennte Fensterflächen, an der Nordseite dreiecksübergiebelter zweitüriger Eingang, jeweils über den Türen die Aufschrift „Eingang“ und „Ausgang“, Türen zweiflügelig mit gekreuzt gesprossten Glasfeldern, auf dieser Seite auch originale Sprossenfenster mit festem Querholz erhalten, - Werkhalle: Schlichter Klinkerbau mit mäßig geneigtem Satteldach, hohen Rechteckfensterflächen, einfache Gliederung durch Lisene und Ziegelgesimse am Ortgang und im Traufbereich, Fensterstürze Stahlträger, - Verwaltung (wohl umgebaute ehemalige Werkhalle): Zweigeschossiger Klinkerbau mit Pultdach, auf der Rückseite mit kleinem, die Traufseite durchbrechenden Giebel, Gliederung durch Lisene und Traufgesims, Fensteröffnungen wohl ursprünglich als Fensterbahnen, das heißt Geschossteilung erfolgte später (wohl 1970er Jahre). | 09209460 |
| Weitere Bilder                          | Rathaus mit bauzeitlichem Anbau sowie benachbartes Verwaltungsgebäude (Rathaus II, Albert-Funk-Schacht-Straße 1) mit zugehörigem Pavillon | Albert-Funk-Schacht-Straße 1 und Rathausplatz 1 (Karte)                   | bezeichnet 1894–1895              | Hauptgebäude repräsentativer Klinkerbau im Stil der Neorenaissance, ortshistorische und städtebauliche sowie baugeschichtliche Bedeutung. - Rathaus (bezeichnet 1894/1895 in Kartusche an der Gebäudeecke): Zweigeschossiger gedrungener Klinkerbau über längsrechteckigem Grundriss mit eingeschossigem flacheren Anbau, Polygonmauerwerksockel aus Porphyrtuff, Gesimse, Gewände und Eckquaderung in Sandstein, Schauseite mit stufengiebelbekröntem Risalit in Renaissance-Zierformen, Balkon, auf der Westseite eingestellter Turm (an mittelalterliche Stadttortürme erinnernd) mit Eckerkerchen, hoher Haube und Laterne mit Wetterfahne, Rundbogenfenster, Traufgesims auf Konsolen, Walmdach mit Schieferdeckung, verschiedene Dachausbauten, - Rathaus II: Zweigeschossiger massiver Putzbau über rechteckigem Grundriss (zwei mal fünf Achsen) mit Walmdach, stehenden Gaupen und Dacherkern sowie Dachreiter mit glockenförmiger Haube, schmale Gesimse zwischen Erdgeschoss und Obergeschoss, profilierter Traufbereich, Dachdeckung Schiefer, relativ hohe Fensteröffnungen, vielteilig gesprosste Kreuzstockfenster wohl nach originalem Vorbild ersetzt, Gebäude saniert. - Pavillon: Massiver Putzbau über quadratischem Grundriss mit glockenförmigen Dach. | 09209483 |
| Weitere Bilder                          | Ehemalige Poliklinik | Albert-Funk-Schacht-Straße 1c (Karte)                                     | wohl Anfang 1930er Jahre          | Heute Ärztehaus, Teil des Ortszentrums, ortshistorische sowie baugeschichtliche Bedeutung. Langgestreckter zweigeschossiger Putzbau auf Klinkersockel mit Walmdach und durchlaufender Gaube, Eingangszone an der offenen NW-Ecke mit Eckstütze in klinkersichtigem Mauerwerk, in Klinkern auch die Treppe, ein originales Treppengeländer erhalten, profiliertes Traufgesims, Dachdeckung wohl in Kunstschiefer, Fenster und Türen sowie Putz erneuert, ursprünglich Filialbau der Sächsischen Knappschaft Freiberg, Architekt Paul Beckert, über dem Eingang überlebensgroße Bergmannsfigur aus Steinguss von Georg Türke, 1930 geschaffen. | 09209530 |
| Weitere Bilder                          | Pfarr- und Gemeindehaus | Albert-Funk-Schacht-Straße 2 (Karte)                                      | um 1915                           | Zeittypischer Bau im Stadtzentrum, baugeschichtlich und ortsgeschichtlich sowie städtebaulich von Bedeutung. Zweigeschossiger massiver Putzbau über langgestrecktem Grundriss mit Walmdach und verschiedenen Dachaufbauten, Sockel aus Polygonalmauerwerk, im östlichen Gebäudeteil hoher Dacherker mit geschweiftem Giebel, überdachter Rundbogeneingang, Obergeschoss und Dach mit Schieferdeckung, im nördlichen Gebäudeteil Gemeindesaal, originale Bleiglasfenster und Fensterbestand, teils auch denkmalgerecht ersetzt, bauzeitliche Haustür mit Rundbogen-Oberlicht und ovalem Glasfeld | 09209461 |
| Direkt Bild zu diesem Denkmal hochladen | Ehemaliges Kaufhaus | Alte Staatsstraße 2c (Karte)                                              | 1929–1930                         | Erweiterungsbau im hinteren Teil des Grundstückes, nach Entwürfen des Architekten und ehemaligen Gropius-Mitarbeiters Bernhard Sturtzkopf errichtet, architektonisch und architekturgeschichtlich bedeutsames Beispiel des Neuen Bauens (Bauhaus-Stil), vergleiche auch Kaufhaus Schocken in Chemnitz, Zeugnis der Alltags- und Konsumkultur, auch ortsentwicklungsgeschichtlich von Bedeutung. Viergeschossiger Kubus in Skelettbauweise, an der nördlichen Langseite mit vorgelagertem Treppenhaus, Altanen und dazwischen eingestelltem Aufzug, nordwestliche Gebäudeecke mit Schaufensterzone im Erdgeschoss in sichtigem Klinkermauerwerk, ursprünglich schmale Fensterbänder wie im dritten Obergeschoss, die jedoch nutzungsbedingt um jeweils ein Sprossenfeld wie im dritten Obergeschoss verbreitert wurden, Gebäude verputzt, baufeste Innenausstattung (Treppen, Geländer, teilweise Türen) erhalten. | 09209488 |
| Weitere Bilder                          | Eisenbahnbrücke der Strecke Neuoelsnitz–Wüstenbrand | Anton-Günther-Straße (Karte)                                              | 1930er Jahre                      | Steinbogenbrücke, verkehrsgeschichtlich und eisenbahngeschichtlich von Bedeutung. Einbogige Eisenbahnbrücke mit segmentbogenförmigem Durchgang sowie Böschungsmauern aus Naturstein (Sandsteinquader). | 09209417 |
| Weitere Bilder                          | Denkmal für die Gefallenen des Ersten Weltkrieges mit Ehrenhain | Äußere Stollberger Straße (Karte)                                         | nach 1918 (Kriegerdenkmal)        | Ortsgeschichtlich von Bedeutung. Von Buchenhecke eingefasstes Areal mit Ehrenmal aus Sandstein: massiger Obelisk auf Sockel mit bekrönendem Würfel und Reliefs des Eisernen Kreuzes. | 09209423 |
| Direkt Bild zu diesem Denkmal hochladen | Zwei Doppelwohnhäuser einer Siedlung | Äußere Stollberger Straße 54; 56 (Karte)                                  | 1920er Jahre                      | Im Sinne der Gartenstadtarchitektur nach Entwürfen des Chemnitzer Architekturbüros Zapp & Basarke entstandene Gebäudegruppe von baugeschichtlicher Bedeutung. Zweigeschossiger massiver Putzbau auf winkeligem Grundriss, beide Baukörper durch Rundbogendurchgang verbunden, Sockel Klinkerverblendmauerwerk, zwischen Erdgeschoss und Obergeschoss Art Dachschürze mit profiliertem Traufbereich, südlicher Baukörper mit übergiebeltem Mittelrisalit und überdachtem Eingang (Dach auf Holzknaggen), Walmdach mit halbrunden Schleppgaupen, originaler Fensterbestand verloren, originale Fensterläden, rötlich eingefärbter Kratzputz, Feinputz an Fenster- und Tür/Torfaschen; im Inneren: originale Türen, Treppen mit Brettbalustern, Terrazzofußboden, umgebende Rasenfläche mit Heckeneinfriedung. | 09209422 |
| Weitere Bilder                          | Zwei Doppelwohnhäuser einer Bergarbeitersiedlung, mit Verbindungsbau | Äußere Stollberger Straße 57; 59; 61; 63 (Karte)                          | Anfang 1920er Jahre (Auskunft)    | Im Sinne der Gartenstadtarchitektur nach Entwürfen des Chemnitzer Architekturbüros Zapp & Basarke entstandene Gebäudezeile von baugeschichtlicher Bedeutung. Zwei gedrungen wirkende eineinhalbgeschossige Doppelwohnhäuser mit Mansardwalmdach und breitem straßenseitigen Giebel, mit Rundbogentor zusammengefasst, die Zugänge zu den Wohnungen jeweils an den schmalen Seiten, teils durch Rundbogentore, die Fensteröffnungen nahezu quadratisch mit Faschen in Feinputz, Erdgeschoss und Giebel mit originalem Graupelputz, Mansardgeschoss verschiefert und mit geschwungenem Dachfuß, rückwärtig kleiner Garten, bauzeitliche Fenster kaum, Türen jedoch erhalten, ebenso ein Paar Fensterläden mit Lamellen sowie die Halterungen für Blumenkästen. | 09209420 |
|                                         | Tankstelle | Äußere Stollberger Straße 75 (Karte)                                      | 1930er Jahre                      | In der Region selten erhaltener Bautyp in authentischem Erhaltungszustand, baugeschichtliche, verkehrsgeschichtliche und technikgeschichtliche Bedeutung, Zeugnis der Entwicklung des Individualverkehrs. Tankwarthäuschen als massiver Putzbau und auf zwei Stützen ruhende Überdachung mit flachem Walmdach, im Traufbereich beidseitig Aufschrift „Tankdienst“ und am Walm das Tankstellenzeichen, ein eingekreistes T als Leuchtschrift. | 09209419 |
| Direkt Bild zu diesem Denkmal hochladen | Häuslerhaus | Bachgasse 5 (Karte)                                                       | um 1700                           | Authentisch erhaltener zeit- und landschaftstypischer Bau in ortsbildprägender Hanglage, Teil der historischen Häuslerhausbebauung, wohl eines der ältesten Gebäude im Ort, baugeschichtlich und hausgeschichtlich von Bedeutung. Erdgeschoss massiv, verputzt, Obergeschoss auf Erdgeschoss rückspringend (Erdgeschoss ursprünglich Fachwerk?), Obergeschoss einriegeliges Fachwerk, straßenseitig mit angeblatteten Kopfbändern an den Ständern, Holznägel hervortretend, auf der Rückseite gezapfte stockwerkshohe Streben und profilierte Schwelle (nur teilweise sichtbar), Satteldach mit Biberschwanz-Kronendeckung. | 09209475 |
| Weitere Bilder                          | Schulgebäude mit Turnhalle und Aula-Anbau sowie umgebendem Freiraum und Fußgängerbrücke | Badstraße 1 (Karte)                                                       | bezeichnet 1955                   | Gut erhaltener, architektonisch qualitätvoller, zeittypischer Zweckbau der 1950er Jahre, von baugeschichtlicher sowie orts- und sozialgeschichtlicher Bedeutung, besonders repräsentatives, singuläres Zeugnis der frühen DDR-Bau- und Bildungspolitik. Sehr breit gelagerter, langgestreckter und flacher zweigeschossiger Baukörper mit Turnhallenflügel im Südwesten, rückwärtiger Aula und Innenhof, symmetrisch gegliederte Fassade des Hauptbaues mit zentralem fünfachsigen Risalit als Eingangsbereich, mit Dreiecksgiebel überhöht, der dreiachsige Eingang und darüberliegende Altan mit eingestellten dorischen Säulen in der Mittelachse, auf dem schiefergedeckten Satteldach Dachreiter mit Laterne und Wetterfahne, Innenhof mit Wasserbecken und zwei Tierplastiken, der Boden mit Schieferplatten ausgelegt, Zugang zur Aula beidseitig des Innenhofes entlang durchfensterter Gänge, gesamter Gebäudekomplex auf flachem Granitquadersockel, Gewände und Gliederungselemente in Sandstein, originaler Zugputz, die gesprossten Kreuzstockfenster größtenteils schon unter denkmalpflegerischen Gesichtspunkten erneuert, am Mittelrisalit noch originale Holzfenster (gesprosste Kreuzstockfenster), Türen, Fußbodenbelag erhalten, ansonsten sämtliche baufeste Innenausstattung wie Türen, Fußbogenbelag, kunststeinerne Säulen im Foyer, Treppengeländer, Lampen, Garderoben, teils Mobiliar weitgehend erhalten. | 09209439 |
| Weitere Bilder                          | Schulgebäude mit Verbindungsgang, Turnhalle und Aula, sieben ehemaligen Wohnheimen sowie umgebendem Freiraum | Badstraße 4 (Karte)                                                       | bezeichnet 1954                   | Weitläufige Schulanlage in zeittypischen Architekturformen, Ausbildungsstätte für Bergleute, Zeugnis der frühen DDR-Bau- und Bildungspolitik, ortshistorisch und baugeschichtlich von Bedeutung. - Hauptgebäude: Langgestreckter dreigeschossiger (23:5 Achsen) Hauptbau mit Klassenzimmern, angebauter Turnhalle mit Verbindungsgang und Werkstatt, gesamter Gebäudekomplex auf Bruchstein-Plänermauerwerksockel und mit schiefergedeckten Walmdächern, am Hauptbau eine Galerie stehender Gaupen und asymmetrisch angeordneter Dachreiter/Glockenturm, die mittleren 10 Fensterachsen in engerer Aufeinanderfolge, auf der Hofseite markieren drei lange Fensterbahnen das Treppenhaus, Eingangsbereich arkadenartig mit Segmentbogendurchgängen, deren Gewände sowie die Freitreppe in Granit, Pfeiler bruchsteinverkleidet, gesamte Fassade mit einem Zugputz versehen, Traufbereich profiliert, über dem Eingangsbereich zeittypisches Relief einer Dreiergruppe (Lehrer, Schüler und jüngerer Bergarbeiter), Fenster neu, ursprünglich wohl reichere Sprossung, - Mensa: Zweigeschossiger Kopfbau (Verwaltung?) mit eingeschossigem langgestreckten Speisesaalanbau über L-förmigem Grundriss, auf Bruchsteinsockel, mit schiefergedecktem Walmdach und stehenden Gaupen, seitlicher Zugang über Treppe in den Speisesaal, originaler Zugputz, Fenster unter Verlust der wohl reicheren ursprünglichen Sprossung erneuert, originale zweiflüglige Glastür, im Zugangsbereich zur Mensa lebensgroße Skulptur eines Bergarbeiters, - Wohnheime: Insgesamt sieben frei stehende zweigeschossige Putzbauten mit schiefergedecktem Walmdach und stehenden Gaupen, fünf Gebäude bereits saniert, an den übrigen noch originaler Zugputz, Eingangsbereich mit Bruchsteinrahmung und Freitreppe. | 09209438 |
| Direkt Bild zu diesem Denkmal hochladen | Lokschuppen | Bahnhofstraße (Karte)                                                     | Um 1900                           | Bestandteil des Bahnhofs Oelsnitz/Erzgebirge, technisches Denkmal | 09306718 |
| Direkt Bild zu diesem Denkmal hochladen | Wohnhaus in offener Bebauung, mit Torpfeilern und Einfriedung | Bahnhofstraße 6 (Karte)                                                   | um 1905                           | Zeittypisches Mietshaus mit Jugendstileinflüssen, in zentraler Ortslage, Teil der gründerzeitlichen Bebauung entlang der Bahnhofstraße, mit Nummer 8 und 10 ein Ensemble bildend, baugeschichtlich von Bedeutung. Zweigeschossiger massiver Putzbau über rechteckigem Grundriss mit überstehendem Walmdach, Mittelrisalit mit geschweiftem Giebel und asymmetrisch angeordnetem Standerker, Erkerobergeschoss und Dachgeschoss in Zierfachwerk, die Fensteröffnungen segmentbogenförmig mit geohrten Gewänden, im Risalit zwei- oder dreifach gekuppelt. | 09209534 |
| Direkt Bild zu diesem Denkmal hochladen | Wohnhaus in offener Bebauung | Bahnhofstraße 8 (Karte)                                                   | um 1905                           | Zeittypisches Mietshaus in zentraler Ortslage, Teil der gründerzeitlichen Bebauung entlang der Bahnhofstraße, mit Nummer 6 und 10 ein Ensemble bildend, baugeschichtlich von Bedeutung. zweieinhalbgeschossiger Massivbau in gelbem Klinkerverblendmauerwerk über rechteckigem Grundriss (zwei mal vier Achsen) mit zweiachsigem Mittelrisalit, Dacherker und mäßig geneigtem Satteldach, Sockel aus Naturstein-Polygonalmauerwerk, Gliederungselemente wie Gesimse, Eckquaderung sowie Fenstergewände, Dreiecksgiebelverdachungen und Brüstungsfelder in Werkstein (Sandstein?), Gliederung der Fassade außerdem durch dunkle Klinkerbänder. | 09209487 |
| Direkt Bild zu diesem Denkmal hochladen | Wohnhaus in offener Bebauung, mit Torpfeiler | Bahnhofstraße 10 (Karte)                                                  | um 1905                           | Zeittypisches Mietshaus in zentraler Ortslage, Teil der gründerzeitlichen Bebauung entlang der Bahnhofstraße, mit Nummer 6 und 8 ein Ensemble bildend, baugeschichtlich von Bedeutung. Zweigeschossiger massiver Putzbau (Ziegelmauerwerk) über rechteckigem Grundriss (drei mal fünf Achsen) mit dreiachsigem Mittelrisalit, Dacherker und Satteldach, Natursteinsockel, Fensteröffnungen im Erdgeschoss segmentbogenförmig, im Sturzbereich durchlaufendes Gesims, aufgeputzte Eckpilaster an den Gebäude- und Risalitecken, Obergeschoss-Fenster mit Dreieckgiebel-Verdachung auf Konsolen, im Risalit dreifach gekuppelt, Dacherker mit zweifach gekuppelten Rundbogenfenstern, seitlichen Voluten und geschweiftem Giebel mit Rundfenster, verkröpftes Traufgesims, das Dach mit Preolitschindeln gedeckt. | 09209533 |
| Direkt Bild zu diesem Denkmal hochladen | Wohnhaus in offener Bebauung, mit Garten | Bahnhofstraße 15 (Karte)                                                  | um 1900                           | Beispiel für die lockere gründerzeitliche Bebauung der Geschäftsstraße in Richtung Bahnhof, baugeschichtlich und ortsentwicklungsgeschichtlich von Bedeutung. Eingeschossiger Klinkerbau auf annähernd quadratischem Grundriss mit vielgliedriger Fassadenstruktur (Risalite, Standerker), Erdgeschoss-Fenster segmentbogenförmig, profilierte Fenstergewände mit Scheitelstein, gliedernde Gesimse wohl in überstrichenem Naturstein, am straßenseitigen Risalit, gekuppelte Rundbogenfenster mit gerader Verdachung und Terrakottaaufsatz (Voluten und Palmette), flaches Satteldach mit Firstpalmette, stehende Gaupe mit profilierter Werksteinrahmung und Dreiecksgiebelverdachung. | 09209491 |
| Direkt Bild zu diesem Denkmal hochladen | Wohnhaus in offener Bebauung in Ecklage | Bahnhofstraße 26 (Karte)                                                  | um 1887                           | Beispiel eines gründerzeitlichen Gebäudes entlang der Bahnhofsstraße, baugeschichtlich und ortsentwicklungsgeschichtlich von Bedeutung. Zweigeschossiger massiver Putzbau auf gewinkeltem Grundriss mit verbrochener Ecke, dort segmentbogenförmiger Eingang mit auf Volutenkonsolen ruhender Überdachung, flacher Natursteinsockel, mehrere gliedernde Gesimse, Putznutung, Erdgeschoss-Fenster in Segmentbogenform, in Obergeschoss Rechteckfenster mit gerader oder Dreiecksgiebelverdachung, Fenster an der Ecke mit Pilasterrahmung, ursprünglich wohl Balkon, Gaupe an der verbrochenen Ecke mit Rundbogengiebel und Palmettenbekrönung, ausgebautes Mansarddach mit Schieferdeckung und unterschiedlich verdachten stehenden Gaupen, zum Beispiel originale zweiflügelige Eingangstür, teils historische Galgenfenster mit kannelierten Pfosten erhalten. | 09209489 |
|                                         | Wohnhaus in offener Bebauung | Bahnhofstraße 51 (Karte)                                                  | um 1900                           | Zeittypisches Mietshaus mit Stilelementen der Neogotik, Teil der gründerzeitlichen Bebauung entlang der Bahnhofstraße, baugeschichtlich und ortsentwicklungsgeschichtlich von Bedeutung. Zweieinhalbgeschossiger massiver Putzbau über rechteckigem Grundriss (sechs mal drei Achsen) mit Mittelrisalit, Dacherker und Satteldach mit zwei stehenden Gaupen, Kunststeinsockel mit Quaderung, Putz erneuert ohne Gliederung (DDR-Reibeputz), Fenstergewände und Gliederungsteile im Naturstein, Erdgeschoss-Fenster segmentbogenförmig, die beiden äußeren Fensterachsen der Straßenfassade in Erdgeschoss und Obergeschoss jeweils durch gedrehte 3/4 Säulen mit gotisierendem Knospenkapitell gekuppelt, die Giebel gestuft – am Dacherker reicher – und mit Obeliskenaufsätzen. | 09209537 |
| Weitere Bilder                          | Bahnhof-Empfangsgebäude und zwei Stellwerke einschließlich der Gleisreste in deren unmittelbarer Umgebung sowie 18 Beleuchtungskörper für die Gleisanlage | Bahnhofstraße 94 (Karte)                                                  | um 1880                           | Ortshistorische, baugeschichtliche und verkehrshistorische Bedeutung. - Bahnhof: Breit gelagerter Putzbau auf H-förmigem Grundriss mit symmetrisch gegliederter Fassade, eingeschossige mittlere Halle und zweigeschossige Seitenrisalite, Sandsteingewände und -gesimse, Eingänge und Fenster im Erdgeschoss jeweils als Rundbogenöffnungen mit diamantiertem Scheitelstein, original erhaltener Glattputz mit Nutung im Erdgeschoss, auf der Rückseite hölzerner Unterstand, originale Galgenfenster mit 8-Teilung, teils originale Türen erhalten, - Zwei Stellwerke: Im südöstlichen Bereich des Bahngeländes zweigeschossige Bauten mit verbrettertem Obergeschoss und Walmdach mit Biberschwanzdeckung, originale Fenster, - Das dritte an der Bahnhofstraße nördlich des Empfangsgebäudes: Dreigeschossiger Putzbau mit flachem Walmdach, im oberen Geschoss umlaufende Verglasung, 1935, ein weiteres Stellwerk (Flurstück 1438/41) ist abgebrochen. | 09209493 |
|                                         | Villa | Deutschlandschachtstraße 2 (Karte)                                        | 1889                              | Roter Klinkerbau mit Putzelementen, baugeschichtlich und ortsgeschichtlich von Bedeutung. Zweigeschossiger, roter Klinkerbau mit Putzelementen (Faschen, Spiegel) und flach geneigtem Dach, auffällig die für die Bauzeit sehr fortschrittlichen „Bay Windows“, originales Treppengeländer. | 09302624 |
| Weitere Bilder                          | Wohnhaus in offener Bebauung (mit östlichem Erweiterungsbau) und Torpfeiler | Deutschlandschachtstraße 5c (Karte)                                       | 1912                              | Villenartiges Gebäude, als Wohnhaus für die Gewerkschaft »Deutschland« von dem bekannten Münchener Architekten Emanuel von Seidl errichtet, mit der Innengestaltung und dem zugehörigen Umfeld weitgehend original erhaltener Bau, architekturgeschichtlich, ortsgeschichtlich und baukünstlerisch von Bedeutung. Zweigeschossiger massiver Putzbau über rechteckigem Grundriss mit Walmdach, straßenseitigem Risalit mit Eingang und vorgelagerter zweiarmiger gerader Treppe mit Podest sowie turmartigem östlichen Anbau, das Erdgeschoss mit bauzeitlichem Reibeputz, zwischen Erdgeschoss und Obergeschoss Dachschürze, Obergeschoss schieferverkleidet, Dachdeckung Schiefer, die korbbogenförmige Tür mit originalem Türblatt, Kloben weisen auf ehemals vorhandene Fensterläden hin, Teil noch original erhalten die Holzjalousien, Halterungen für Blumenkästen und Fenstervergitterungen, außerdem Spaliere, im Inneren teils noch bauzeitliche Türen, Öfen und Stuckdecken. | 09209415 |
| Weitere Bilder                          | Maschinenhalle des ehemaligen Deutschlandschachtes I und Halde der ehemaligen Deutschlandschächte I und II | Deutschlandschachtstraße 5e (Karte)                                       | letztes Drittel 19. Jahrhundert   | Letztes authentisch erhaltenes Zeugnis dieser Schachtanlage, ortshistorische und industrie-/bergbaugeschichtliche Bedeutung. Klinkerhalle über annähernd quadratischem Grundriss (drei mal vier Achsen), auf Polygonmauerwerksockel in Sandstein, Vertikalgliederung der Fassade durch Lisenen, Horizontalgliederung unter der Traufe durch Zahnschnitt und Deutsches Band, Rundbogenfenster mit kleinteiliger Metallsprossung, mäßig geneigtes Satteldach mit Überstand, Deutschlandschacht wurde von 1872 bis 1877 abgeteuft, weiter 1879 und 1920, 1969 dann verfüllt. | 09209495 |
| Direkt Bild zu diesem Denkmal hochladen | Klubhaus (Nr. 12) mit Anbau (Nr. 12a), Einfriedung, Toreinfahrt und umgebendem Garten | Deutschlandschachtstraße 12; 12a (Karte)                                  | 1908                              | Für die bergmännische Gewerkschaft „Deutschland“ von dem bekannten Münchener Architekten Emanuel von Seidl errichtet, architekturgeschichtlich und ortsgeschichtlich sowie baukünstlerisch von Bedeutung. Zweigeschossiger massiver Putzbau über rechteckigem Grundriss mit Walmdach und Fledermausgaupen, Risalit und Torbogen an der SW-Seite, daran anschließend der Anbau, zur Gartenseite (Süden) Eingang mit Terrasse und zweiarmige Treppe aus Granitquadern, Granitsockel, zwischen Erdgeschoss und Obergeschoss weit überstehende Dachschürze mit kannelurartiger Unterseite (wohl Stuck), Obergeschoss mit Asbestplattenverkleidung, Giebel verschiefert, Dachdeckung Preolitschindeln, die Fenster nicht denkmalgerecht erneuert, original noch die Blumenkästen, wenige Fensterläden mit dunkelgrünem Anstrich, die schmalen Türen mit Oberlicht (Haupteingang und Nebeneingang), weiterhin schmiedeeiserne Fenstergitter, Treppengeländer und soweit ersichtlich auch die baufeste Innenausstattung, Torpfeiler aus Stampfbeton mit Kugelbekrönung und original Zaunlatten, eineinhalbgeschossiger Anbau mit Korbbogen-Tordurchfahrt, auf Granitsockel massives verputztes Erdgeschoss, Dachschürze und Mansardwalmdach asbestplattenverkleidet. | 09209414 |
| Weitere Bilder                          | Wohnhaus in offener Bebauung in Ecklage | Dr.-Otto-Nuschke-Straße 2 (Karte)                                         | bezeichnet 1897                   | Ansprechend gestaltetes Mietshaus mit Klinkerfassade in ortsbildprägender Lage in Kreuzungsbereich, Teil der gründerzeitlichen Bebauung des Ortes, baugeschichtlich von Bedeutung. Bezeichnet „1897“ (am nördlichen Risalitgiebel), zweigeschossiger Klinkerbau mit steilem schiefergedeckten Walmdach und stehenden Gaupen, gelagert auf Polygonalmauerwerksockel aus Porphyrtuff, Gliederungselemente wie Gewände, Eckquaderung, Gesimse und Giebelzierelemente (Kugelaufsätze, Voluten) in Sandstein, an der Gebäudeecke und an der Nordfassade Risalite mit Stufengiebel, auf der Straßenseite segmentbogenförmige Ladenfenster und Eingänge, teils mit Sandsteinsäulen gekuppelt, historische Galgenfenster, schöne originale zweiflügelige Haustür mit Oberlicht. | 09209485 |
| Direkt Bild zu diesem Denkmal hochladen | Östliches Wohnstallhaus und nördliches Seitengebäude eines Vierseithofes | Dr.-Otto-Nuschke-Straße 12 (Karte)                                        | Kern womöglich um 1600            | Beide Gebäude Obergeschoss Fachwerk, baugeschichtlich und hausgeschichtlich von Bedeutung. - Wohnstallhaus: Erdgeschoss massiv, Wände 60–90 Zentimeter stark, typische Dreiteilung des Grundrisses, Brunnen im Flur, Kuhstall und weitere Wirtschaftsräume mit Kreuzgratgewölben, sehr tiefes Kellergewölbe (Bruchsteintonne), Obergeschoss alle vier Seiten Fachwerk, Kehlbalkendach, liegender Stuhl, in Urkunden bis ins 16. Jahrhundert zurückzuverfolgen, - Seitengebäude: Erdgeschoss Ställe mit preußischen Kappengewölbe, Obergeschoss Fachwerk. | 09209471 |
| Direkt Bild zu diesem Denkmal hochladen | Wohnhaus in offener Bebauung | Dr.-Otto-Nuschke-Straße 100 (Karte)                                       | um 1905                           | Qualitätvoller Putzbau mit Gestaltungselementen des Jugendstils, seltenes Beispiel für die Region, Zeugnis des Einflusses großer Architekturströmungen auf das kleinstädtische Baugeschehen, baugeschichtliche Bedeutung. Zweigeschossiger massiver Putzbau mit flach geneigtem, schiefergedecktem Satteldach und je vier Schleppgaupen, symmetrisch gegliederte Fassade, die zwei mittleren Fensterachsen betont durch Mittelrisalit mit geschwungenem Giebel, dort tropfenförmige Fenster, genutete Ecklisenen mit Pfeileraufsätzen, profiliertes und verkröpftes Traufgesims, an den Giebelseiten dreifach gekuppelte Fenster, das ein Halbrund ergibt, verschiedene Gliederungselemente wie Putzbänder, Lisenen, Strukturputzflächen, (Brüstungsspiegel der Fenster), originale Jugendstil-Haustür, Fenster denkmalgerecht saniert, Gebäude ist am Befund orientiert saniert, Farbigkeit: Gliederungselemente in altrosa mit schwarzer Einfassung, im Treppenhaus originale schmiedeeiserne Treppengeländer. | 09209430 |
| Direkt Bild zu diesem Denkmal hochladen | Wohnhaus in offener Bebauung | Emil-Junghannß-Straße 11 (Karte)                                          | um 1800                           | Zeit- und landschaftstypischer Fachwerkbau in gutem Originalzustand, baugeschichtlich von Bedeutung, durch erhöhte Lage im Straßeneinmündungsbereich von städtebaulicher Bedeutung. Erdgeschoss massiv mit neuem Putz, Eingangsvorbau, Obergeschoss zweiriegeliges Fachwerk mit reicher stockwerkshoher Verstrebung, Giebelseiten verschiefert, Krüppelwalmdach mit Hechtgaube, Preolitschindeldeckung, ohne historischen Fensterbestand. | 09209531 |
| Weitere Bilder                          | Zwei Mehrfamilienhäuser (Nr. 5 und Nr. 6/8) einer Siedlung | Franz-Schubert-Straße 5; 6; 8 (Karte)                                     | Ende 1920er Jahre                 | Denkmalrelevante Teile einer geschlossenen Siedlungsanlage mit Mehrfamilienhäusern, weitgehend authentisch erhaltene zeittypische Bauten, Teil eines größeren zusammenhängenden Siedlungsgebietes mit Wohnhäusern unterschiedlicher Entstehungszeit, Zeugnis der durch die industrielle Entwicklung des Ortes bedingten Wohn- und Sozialpolitik um 1930, baugeschichtlich und sozialgeschichtlich von Bedeutung. Einzeldenkmale der Sachgesamtheit Siedlung Robert-Schumann-Straße (siehe auch Sachgesamtheit 09305386, Robert-Schumann-Straße 12–24) | 09209544 |
| Weitere Bilder                          | Halde des ehemaligen Friedens- und des ehemaligen Hedwigschachtes | Friedensschachtstraße (Karte)                                             | 19. Jahrhundert                   | Ortsgeschichtliche und bergbaugeschichtliche Bedeutung, Halde landschaftsprägend. | 09301383 |
| Weitere Bilder                          | Friedhofskapelle, Skulpturengruppe, Bergarbeiterdenkmal und Soldatengräber für Gefallene des Ersten und Zweiten Weltkrieges sowie Friedhofstor mit zwei Torpfeilern | Friedhofstraße (Karte)                                                    | 1897                              | Baugeschichtlich und ortsgeschichtlich von Bedeutung. Einzeldenkmale der Sachgesamtheit Friedhof Oelsnitz (siehe auch Sachgesamtheit 09306090): - Kapelle: Saalkirche über annähernd quadratischem Grundriss auf Polygonmauerwerksockel, zentraler Saal mit polygonalem Chor, Eingangsvorbau und beidseitigen Anbauten, Satteldach mit Dachreiter, Eingangsvorbau mit Rundbogenportal und eingestellten dorischen Säulen, darüber im Giebeldreieck des Saales großes Rundfenster, die Nebenräume mit separaten Rundbogenzugängen, wie beim Haupteingang über Granitstufentreppen, die Fenstergewände der Rundbogenfenster sowie die Portale in Sandstein, Fassade insgesamt in Klinkerverblendmauerwerk, das Dach schiefergedeckt, originale Holz-Sprossenfenster, im Inneren offener Dachstuhl, sogenannter Kaiserstuhl, - Skulpturengruppe: Segnender Christus und kniende Maria Magdalena (Noli me tangere) Gedenkstein auf dem Oelsnitzer Friedhof für die 57 Opfer des Grubenunglückes auf dem Friedens–Schacht der Gewerkschaft Deutschland im Jahr 1921, - Soldatengräber und Gedenkstädte Erster und Zweiter Weltkrieg: Schlichte Holzkreuze, Natursteinmauer mit Eisernem Kreuz. | 09209469 |
| Weitere Bilder                          | Sachgesamtheit Friedhof Oelsnitz | Friedhofstraße (Karte)                                                    | um 1900                           | Baugeschichtlich und ortsgeschichtlich von Bedeutung. Sachgesamtheit mit folgenden Einzeldenkmalen: Friedhofskapelle, Skulpturengruppe, Bergarbeiterdenkmal und Soldatengräber für Gefallene des Ersten und Zweiten Weltkrieges sowie Friedhofstor mit zwei Torpfeilern (siehe Einzeldenkmale 09209469) sowie Friedhof mit Friedhofsgestaltung (Gartendenkmal) und Einfriedung (Sachgesamtheitsteil) Beschreibung siehe oben. | 09306090 |
| Direkt Bild zu diesem Denkmal hochladen | Halde des ehemaligen Frisch-Glück-Schachtes | Frischglückweg (Karte)                                                    | 1871–1882                         | Zeugnis des Oelsnitzer Steinkohlebergbaus, bergbaugeschichtliche und landschaftsprägende Bedeutung. | 09209541 |
| Weitere Bilder                          | Halde des ehemaligen Vaterlandsgrube-Schachtes | Garnstraße (Karte)                                                        | 1872–1885                         | Zeugnis des Oelsnitzer Steinkohlebergbaus, bergbaugeschichtliche und landschaftsprägende Bedeutung. | 09209542 |
| Direkt Bild zu diesem Denkmal hochladen | Wohnstallhaus, zwei Seitengebäude (das Südwestliche mit Oberlaube) und Scheune eines Vierseithofes sowie Torbogen und Wassertrog | Hartensteiner Straße 6 (Karte)                                            | bezeichnet 1864                   | Alte Ortslage Oberwürschnitz, stattliche, authentisch erhaltene zeit- und landschaftstypische Hofanlage, beeindruckend durch ihre Geschlossenheit, Teil der ursprünglichen Struktur des Waldhufendorfes, ortsbildprägende und baugeschichtliche Bedeutung, von Interesse für die ländliche Hausforschung. - Wohnstallhaus: Massives verputztes Erdgeschoss mit intakter Fassadenstruktur, Natursteingewände, Tür mit gerader profilierter Verdachung, das Fachwerk-Obergeschoss mit stockwerkshohen Streben, Fachwerk aufgebrettert, Gefache verputzt, Obergeschoss hofseitig massiv, hohes Krüppelwalmdach mit Hechtgaupe, Türen und Fenster neu, - Seitengebäude: Zweigeschossiger Fachwerk-Bau mit Krüppelwalmdach, Obergeschoss vorkragend mit Oberlaubengang, (10 Bögen, zwei davon verbrettert als Taubenschlag), an den Ständern eingezapfte gebogene Kopfbänder, offene Einfahrt mit Scherenkopfbändern, im Inneren befand sich die Porstube, - Stall: Massives, verputztes Erdgeschoss mit segmentbogenförmigen Türen und Toren, Obergeschoss zweiriegeliges Fachwerk mit stockwerkshohen Streben, Satteldach, historische Holztüren- und -tore, sowie Fenster mit 6-Teilung, - Scheune: Verbretterte Fachwerk-Konstruktion mit mäßig geneigtem schiefergedeckten Satteldach. - Wohnstallhaus bezeichnet „1864“ (straßenseitige Tür), Seitengebäude bezeichnet „1822“ (Einfahrt), Stall 2. Hälfte 19. Jahrhundert, Scheune 2. Hälfte 19. Jahrhundert. | 09209514 |
| Direkt Bild zu diesem Denkmal hochladen | Wohnstallhaus und angebautes Seitengebäude (mit Oberlaube) eines Dreiseithofes | Hartensteiner Straße 20 (Karte)                                           | 2. Hälfte 18. Jahrhundert         | Alte Ortslage Oberwürschnitz, authentisch erhaltene zeit- und landschaftstypische Gebäude, Teil der ursprünglichen Struktur des Waldhufendorfes, ortsbildprägende Bedeutung sowie von Interesse für die ländliche Hausforschung. - Wohnstallhaus: Breit gelagerter Bau (fünf mal fünf Achsen) mit Satteldach und Hechtgaupe, das Erdgeschoss massiv aus verputztem Bruchsteinmauerwerk, Fenstergewände und Türgewände aus Hilbersdorfer Porphyrtuff, Türgewände klassizistisch mit gerader profilierter Verdachung, das Fachwerk-Obergeschoss auf der Giebelseite leicht vorkragend und mit Asbestplatten verkleidet, hofseitig zweiriegelig mit reicher stockwerkshoher Verstrebung, über dem Stallteil einriegelig (Brustriegel deformiert), Fensterachsen an den Giebelseiten nicht übereinstimmend (d. h. Erdgeschoss wohl massiv erneuert), Dachdeckung Asbestzementplatten, ohne historischen Fensterbestand, - Angebautes Seitengebäude: Erdgeschoss massiv, verputzt, Obergeschoss Fachwerk mit siebenjochigem Oberlaubengang (Korbbögen), Satteldach mit Asbestplatten gedeckt. | 09209518 |
| Direkt Bild zu diesem Denkmal hochladen | Wohnstallhaus, Seitengebäude und Torpfeiler eines Vierseithofes | Hartensteiner Straße 34 (Karte)                                           | um 1800                           | Alte Ortslage Oberwürschnitz, zeit- und landschaftstypische Fachwerkbauten in gutem Originalzustand, Teil der ursprünglichen Struktur des Waldhufendorfes, baugeschichtlich von Bedeutung. - Wohnstallhaus: Stattlicher Baukörper (drei mal fünf Achsen) mit Satteldach, Erdgeschoss massiv, verputzt, Fenstergewände Naturstein, intakte Fassadenstruktur, Obergeschoss Fachwerk, teils sichtbar, teils verputzt und verkleidet, straßenseitig zwei liegende Fenster, Fachwerk strebenreich und zweiriegelig mit stockwerkshohen Streben, Satteldach mit Falzziegeldeckung, historische Fenster verloren, - Seitengebäude: Erdgeschoss massiv, verputzt, Obergeschoss verputztes Fachwerk, teils auch verbrettert, Satteldach mit Falzziegeldeckung, historischer Fensterbestand (Galgenfenster, Schiebefenster am Taubenschlag), alte Holztüren. | 09209517 |
| Direkt Bild zu diesem Denkmal hochladen | Wohnhaus mit Sägewerkanbau, Seitengebäude und Scheune eines Mühlenanwesens sowie ehemaliger Mühlgraben | Hartensteiner Straße 97 (Karte)                                           | um 1720                           | Alte Ortslage Oberwürschnitz, authentisch erhaltene Hofanlage, von ortshistorischer und baugeschichtlicher Bedeutung. Wohnhaus: stattlicher zweigeschossiger Bau in leichter Hanglage, deshalb relativ hohes massives Erdgeschoss (verändert mit liegenden Fenstern), kleiner rückwärtiger Wasserhausanbau, an der nördlichen Giebelseite Natursteinfenstergewände mit Vergitterung, das Obergeschoss in sichtbarem Fachwerk mit flach profiliertem Schwellholz, Aussteifung durch eingezapfte K-Streben, Traufe und Füllhölzer ebenfalls profiliert, Holzdachrinne, Giebeldreiecke leicht vorkragend, ehemalige Position des Aborterkers an der östlichen Traufseite erkennbar, Südseite im Obergeschoss verschiefert, das Satteldach mit Kunstschiefer (?) und Dachpappe gedeckt, teils noch historische Fenster mit 6-Teilung erhalten. | 09209511 |
|                                         | Wohnstallhaus (Umgebinde) eines Zweiseithofes | Hartensteiner Straße 113 (Karte)                                          | im Inneren bezeichnet 1781        | Alte Ortslage Oberwürschnitz, zeit- und landschaftstypischer Bau, einziges Gebäude in diesem Ortsteil mit Umgebindekonstruktion, baugeschichtliche und ortsbildprägende Bedeutung. Zweigeschossiger Bau über rechteckigem Grundriss mit steilem Satteldach, das Erdgeschoss massiv mit erhaltenem zwei mal zwei-jochigem Umgebinde im Wohnteil (geschweifte Kopfbänder und Spannriegel), die Bohlenstube in den 1950er Jahren entfernt und massiv ersetzt, die Decke angeblich unter Unterdecke erhalten, Blockfensterrahmung und hölzerne Fensterbänke, zum Teil original, zum Teil nachgebaut erhalten, das Fachwerk-Obergeschoss hofseitig sichtig und leicht vorkragend mit profilierter Schwelle, am Giebel neu verbrettert, die Öffnungsgrößen original, Tür- und Fensterbestand neu, der Dachstuhl und die Schieferdeckung neu, straßenseitig ohne Aufbauten, rückseitig liegende Fenster, im Innern nach altem Grundrissgefüge neue Wände. | 09209509 |
| Direkt Bild zu diesem Denkmal hochladen | Wohnhaus in offener Bebauung | Hauptstraße 12 (Karte)                                                    | um 1850                           | Alte Ortslage Neuwiese, zeit- und landschaftstypischer Fachwerkbau, baugeschichtlich von Bedeutung. Erdgeschoss massiv und verputzt, veränderte Fensteröffnungen, rückwärtiger Anbau (Wasserhaus?), Obergeschoss Fachwerk verkleidet mit originalen Fensteröffnungs-Größen, Satteldach mit Falzziegeldeckung. | 09209501 |
|                                         | Wohnhaus in offener Bebauung, mit Gartenlaube | Hedwigschachtstraße 2 (Karte)                                             | 3. Viertel 19. Jahrhundert        | Beispiel für die lockere gründerzeitliche Bebauung des Ortes, authentisch erhalten, baugeschichtlich von Bedeutung. - Wohnhaus: Eingeschossiger Massivbau über rechteckigem Grundriss mit zweiachsigem Mittelrisalit, Dacherker und mäßig geneigtem Satteldach, Eck- und Fenstergliederung mittels Ziegeln, mit profilierten Pfettenenden, originale Galgenfenster und Fensterläden erhalten, - Gartenlaube: Kleiner Fachwerk-Bau über L-förmigem Grundriss mit Satteldach, originale Holztür. | 09209490 |
| Direkt Bild zu diesem Denkmal hochladen | Wohnhaus in offener Bebauung und Garten | Höhlholzstraße 41 (Karte)                                                 | Anfang 1930er Jahre               | Zeittypisches und authentisch erhaltenes Einfamilienhaus in schlichten traditionellen Bauformen, baugeschichtliches Zeugnis der Wohnungs- und Siedlungspolitik in den 1930er Jahren. Traufständiger eingeschossiger massiver Putzbau auf Klinkersockel mit Satteldach (rückwärtiger Anbau später), mittiger Eingang mit Vorhäuschen als Holzlattengitter, sparsam profilierter Traufbereich, Falzziegeldachdeckung, originale Kastenfenster mit aufgehendem Pfosten, Fensterläden und Tür ebenfalls bauzeitlich. | 09209425 |
| Direkt Bild zu diesem Denkmal hochladen | Ehemaliges Forsthaus | Innere Neuwieser Straße 8 (Karte)                                         | wohl 18. Jahrhundert              | In gutem Originalzustand erhaltener landschaftstypischer Fachwerkbau, als ehemaliges Rittergutsforsthaus von baugeschichtlicher und ortsgeschichtlicher Bedeutung. Breit gelagerter Bau mit flachem Walmdach und kleiner Hechtgaube, Erdgeschoss massiv, mit DDR-Putz, Fenstergewände wohl entfernt oder überputzt, Obergeschoss Fachwerk, verbrettert, Fensteröffnungen regelmäßig und in einer Achse mit den Wandöffnungen des Erdgeschosses liegend, Dachdeckung in Schiefer. | 09209532 |
| Direkt Bild zu diesem Denkmal hochladen | Wohnhaus in offener Bebauung, mit Einfriedung und Toreinfahrt | Karl-Liebknecht-Straße 1 (Karte)                                          | um 1900                           | Authentisch erhaltenes Wohnhaus der Gründerzeit, baugeschichtlich von Bedeutung. - Eineinhalbgeschossiger Massivbau über kreuzförmigem Grundriss auf Sandsteinsockel mit schiefergedecktem Satteldach, gesamte Fassade mit hellroten Verblendklinkern verkleidet, Fenstergewände mit gerader Verdachung in Sandstein, auf der Gartenseite kleine verglaste Holzveranda, Galgenfenster weitgehend original erhalten, ebenso zweiflügelige Haustür. - Einfriedung mit schmiedeeisernem Zaun, gemauerten Torpfeilern und Hecke. | 09209428 |
| Direkt Bild zu diesem Denkmal hochladen | Trafoturm | Kiesweg (Karte)                                                           | um 1930                           | Zeugnis der örtlichen Energieversorgung, technikgeschichtliche und ortsbildprägende Bedeutung. Verputzter Ziegelbau mit überstehendem gebrochenen Pyramidendach, mit historischen Isolatoren, originaler Glattputz. | 09209433 |
| Direkt Bild zu diesem Denkmal hochladen | Häuslerhaus | Kiesweg 1 (Karte)                                                         | um 1800                           | Authentisch erhaltener zeit- und landschaftstypischer Bau, Teil der älteren, bäuerlich geprägten Ortsstruktur, sozialgeschichtlich von Bedeutung. Erdgeschoss massiv, verputzt, Fenstergewände und Türgewände Porphyrtuff, Tür mit Verdachung, rückwärtige Abseite und Abortanbau, leicht vorkragendes Obergeschoss Fachwerk, verschiefert, Satteldach (Teerpappedeckung), Rückseite verputzt, originale Fenstergrößen, historischer Fensterbestand verloren, Kloben der Fensterläden in den Fenstergewänden und teilweise Fensterläden erhalten. | 09209434 |
| Direkt Bild zu diesem Denkmal hochladen | Wohnhaus, daran angebautes Seitengebäude, Scheune und weiteres Seitengebäude eines Dreiseithofes, mit Vorgarten | Kiesweg 15 (Karte)                                                        | um 1905                           | Stattliche, jüngere landschaftstypische Hofanlage eines durch den Verkauf von Land (Bergbau) vermögend gewordenen Bauern, baugeschichtliches und sozialgeschichtliches Zeugnis. - Wohnhaus: Eineinhalbgeschossiger massiver Putzbau auf Kunststeinsockel mit Dacherker und überstehendem schiefergedeckten Krüppelwalmdach, Obergeschoss und Giebel in vom Jugendstil beeinflussten vorgeblendetem Zierfachwerk, Stuckreliefs in der Drempelzone der Schauseite: Erntegarbe und Bergmannssymbol, - Seitlicher Remisenanbau mit verbrettertem Drempel, Dacherker und Krüppelwalmdach mit Falzziegeldeckung, kein originaler Fensterbestand, - Seitengebäude: Erdgeschoss massiv und verputzt, Obergeschoss verbrettert, Krüppelwalmdach mit Falzziegeldeckung, originale Holztüren und Tore, - Scheune: Verputztes massives Erdgeschoss, Obergeschoss Fachwerk verbrettert, Krüppelwalmdach mit Falzziegeldeckung, originale Holztore und historische (wohl zweitverwendete) Fenster, zwischen Scheune und Seitengebäude hölzerner Unterstand. | 09209432 |
| Weitere Bilder                          | Kirche | Kirchplatz (Karte)                                                        | 1725–1726, im Kern älter          | Barocke Saalkirche mit älterem Kern, baugeschichtliche und ortsgeschichtliche Bedeutung. Verputzter Bau mit 5/8 Chor, Walmdach mit hohem Dachreiter, mit geschweifter Haube und Zwiebel, im Westen dreiseitig geschlossene Vorhalle. | 09209470 |
| Weitere Bilder                          | Wohnhaus (mit Umgebinde) | Kirchplatz 4 (Karte)                                                      | wohl 2. Hälfte 18. Kiesweg        | Authentisch erhaltener zeit- und landschaftstypischer Bau in der Ortsmitte, für die Region seltenes Umgebindehaus, von baugeschichtlicher und ortsbildprägender Bedeutung. Stattliches zweigeschossiges Fachwerk-Gebäude mit Umgebinde über längsrechteckigem Grundriss mit Krüppelwalmdach, im Erdgeschoss stockwerkshohe eingezapfte Streben, Blockrahmen-Fenster-öffnungen, die Kopfbänder und Spannriegel des Umgebindes geschweift gesägt, Obergeschoss Fachwerk mit schlichter Zierverschieferung, Krüppelwalmdach mit altdeutscher Schieferdeckung und drei stehenden Gaupen, Fenster alle neu, im Erdgeschoss in denkmalgerechtem Erscheinungsbild. | 09209466 |
| Direkt Bild zu diesem Denkmal hochladen | Wohnhaus in offener Bebauung | Lindenstraße 11 (Karte)                                                   | um 1905                           | Eines der wenigen weitgehend original erhaltenen Gründerzeitmietshäuser im oberen Ort, baugeschichtlich von Bedeutung. Zweigeschossiger massiver Putzbau auf Kunststeinquadersockel mit zweiachsigem Mittelrisalit und Dacherker, Satteldach mit Dachüberstand, Pfettenenden auf Zierknaggen, Giebelspitze mit Laubsägearbeiten verziert, Fenstergewände mit geohrter Putzrahmung und geraden bzw. im ersten Obergeschoss und im Risalitgiebel mit geschweiften Verdachungen, in den Brüstungsfeldern Medaillons mit weiblichen Köpfen, Glattputz in unterschiedlicher Farbfassung, (ockerfarbene horizontale Putzbänder), teils erhaltene bauzeitliche Galgenfenster. | 09209468 |
| Direkt Bild zu diesem Denkmal hochladen | Wohnstallhaus und Seitengebäude (ohne Anbau) eines Dreiseithofes | Lugauer Straße 23 (Karte)                                                 | 18. Jh.                           | Zeit- und landschaftstypisches Wohn- und Wirtschaftsgebäude, Teil der älteren, bäuerlichen Ortsstruktur. - Wohnstallhaus: Langgestreckter Baukörper von ehemals wohl zwei mal acht Achsen (teils zugesetzte Fenster in Erdgeschoss und Obergeschoss) mit steilem Krüppelwalmdach, massivem verputztem Erdgeschoss (DDR-Spritzputz), auf der Gartenseite Porphyrtuff-Fenstergewände und intakte Fassadenstruktur, hofseitig reversible Veränderungen, Fachwerk-Obergeschoss, verschiefert, verkleidet (Asbest) oder verputzt, Dachdeckung Asbestplatten, einige historische Galgenfenster mit 6-Teilung noch erhalten, - Seitengebäude: Massives verputztes Erdgeschoss mit offener Remise (heute durch Unterstand verbaut), Obergeschoss zweiriegeliges Fachwerk mit stockwerkshohen Streben, Giebelseiten verschiefert, Krüppelwalmdach mit Asbestplattendeckung, historischer Bestand an Galgenfenstern mit 6-Teilung. | 09209472 |
| Direkt Bild zu diesem Denkmal hochladen | Wohnhaus in offener Bebauung | Lutherstraße 29 (Karte)                                                   | um 1925                           | Authentisch erhaltenes Wohnhaus mit Anklängen an die Reformstil-Architektur, baugeschichtliches Zeugnis des Einflusses großer Architekturströmungen auf das kleinstädtische Baugeschehen, baugeschichtlich von Bedeutung. Dreigeschossiger massiver Putzbau über quadratischem Grundriss auf Klinkersockel, zweites Obergeschoss mansardähnlich angelegt mit Verschieferung und Dachschürze, an der Südseite über erstem u. zweitem Obergeschoss Erker, an den Gebäudeecken genutete Putzlisenen, Walmdach mit Dreiecksgaupen. | 09209464 |
| Direkt Bild zu diesem Denkmal hochladen | Häuslerhaus | Mittelgasse 3 (Karte)                                                     | um 1785                           | Authentisch erhaltener zeit- und landschaftstypischer Fachwerkbau, Teil der geschlossen erhaltenen Häuslerzeilenbebauung der Mittelgasse, baugeschichtlich und ortsentwicklungsgeschichtlich von Bedeutung. Relativ kleiner und schlichter zweigeschossiger Bau über gedrungen rechteckigem Grundriss in Traufstellung zur Mittelgasse mit steilem Satteldach und rückwärtigem Anbau (wohl um 1900), das Erdgeschoss massiv, das Obergeschoss Fachwerk, beide Geschosse glatt verputzt, im Erdgeschoss glatte Putzfaschen und Stützkloben der ehemaligen Fensterläden, im Obergeschoss einfache und jüngere Brettbekleidung um die Fensteröffnung, kräftiges hölzernes Traufprofil, im Obergeschoss und im Giebeldreieck Asbestplattenverkleidung, Dach ohne Aufbauten mit Preolitschindeldeckung, Türöffnung auf der Rückseite. | 09209481 |
|                                         | Häuslerhaus | Mittelgasse 4 (Karte)                                                     | um 1800                           | Authentisch erhaltener zeit- und landschaftstypischer Fachwerkbau, Teil der geschlossen erhaltenen Häuslerzeilenbebauung der Mittelgasse, baugeschichtlich und ortsentwicklungsgeschichtlich von Bedeutung. Erdgeschoss massiv und neu verputzt (Strukturputz 90er Jahre), Fensteröffnungsgrößen original, straßenseitiger Eingang, Obergeschoss zweiriegeliges Fachwerk mit stockwerkshohen Streben, zusätzlich aufgebrettert, Giebelseiten verschiefert, kräftig profilierte Traufe, Satteldach mit altdeutscher Schieferdeckung. | 09209480 |
|                                         | Häuslerhaus | Mittelgasse 5 (Karte)                                                     | um 1785                           | Authentisch erhaltener zeit- und landschaftstypischer Fachwerkbau, Teil der geschlossen erhaltenen Häuslerzeilenbebauung der Mittelgasse, baugeschichtlich und ortsentwicklungsgeschichtlich von Bedeutung. Erdgeschoss massiv mit neuem Putz, Obergeschoss Fachwerk (aufgebrettert), zweiriegelig mit stockwerkshohen Streben, Gefache wie Erdgeschoss verputzt, relativ kleine Fensteröffnungen, kräftig profilierter Traufbereich, Satteldach mit Dachhecht und neuer Schieferdeckung. | 09209477 |
|                                         | Wohnhaus (Umgebinde) | Mittelgasse 7 (Karte)                                                     | um 1785                           | Authentisch erhaltener zeit- und landschaftstypischer Fachwerkbau, für die Region seltenes Umgebindehaus, Teil der geschlossen erhaltenen Häuslerzeilenbebauung der Mittelgasse, baugeschichtlich und ortsentwicklungsgeschichtlich von Bedeutung. Zweigeschossiger Fachwerk-Bau mit Umgebinde, in diesem Bereich massiv unterfahren, im Fachwerk-Teil Blockrahmen-Fenster, Umgebindesäulen mit geschweift gesägten und angeblatteten Kopfbändern und Spannriegeln, rückwärtiger massiver Anbau, Obergeschoss zweiriegeliges Fachwerk mit flach profilierter Schwelle, stockwerkshohen eingezapften Streben, kräftigem Traufprofil und Satteldach, Giebel und Dachdeckung Asbest, im Erdgeschoss zweiflügelige Fensterläden | 09209476 |
| Direkt Bild zu diesem Denkmal hochladen | Häuslerhaus | Mittelgasse 8 (Karte)                                                     | bez. 1786                         | Authentisch erhaltener zeit- und landschaftstypischer Fachwerkbau, Teil der geschlossen erhaltenen Häuslerzeilenbebauung der Mittelgasse, baugeschichtlich und ortsentwicklungsgeschichtlich von Bedeutung. Bezeichnet „1786“ (Aufschrift auf Füllholz), Erdgeschoss massiv, durch Sanierung stark geglättet, jedoch originale Fensteröffnungsgrößen, Obergeschoss zweiriegeliges Fachwerk mit stockwerkshohen Streben, Giebelseiten verkleidet (Asbest) flach profilierte Schwelle und kräftiges Traufprofil, Satteldach mit Preolitschindeldeckung, ohne historischen Fensterbestand. | 09209479 |
|                                         | Häuslerhaus | Mittelgasse 10 (Karte)                                                    | um 1785                           | Authentisch erhaltener zeit- und landschaftstypischer Fachwerkbau, Teil der geschlossen erhaltenen Häuslerzeilenbebauung der Mittelgasse, baugeschichtlich und ortsentwicklungsgeschichtlich von Bedeutung. Gebäude saniert, Erdgeschoss massiv, originale Fenstergrößen, Obergeschoss auf Erdgeschoss rückkspringend, Fachwerk-Obergeschoss mit stockwerkshohen Streben, kräftiges Traufprofil, Satteldach mit Aufschiebling, Verkleidung und Deckung Asbest oder Preolitschindeln. | 09209478 |
| Direkt Bild zu diesem Denkmal hochladen | Trafoturm und Freileitungsmast | Mittlerer Anger 2 (gegenüber) (Karte)                                     | um 1930                           | Technikgeschichtliche Bedeutung, Zeugnis der Elektrifizierung des Ortes. - Trafoturm: Etwa 7 bis 8 Meter hoher massiver Putzbau über quadratischem Grundriss mit flach bis mäßig geneigtem Zeltdach, Klinkersockel und straßenseitig bis zum Traufbereich reichende, in Ziegelsicht-Mauerwerk einfach ornamentierte Mittelachse mit originaler Metalltür im unteren Bereich und originalen Fenstern in mittlerer Höhe, gegen die übrigen glatt verputzten Flächen abgesetzt, im Traufbereich einfaches kantiges Putzprofil, Schieferdachdeckung und Zinkdachrinne original, wohl originaler Bestand, wohl außer Betrieb. - Stromverteilermast: Eisengitterkonstruktion auf quadratischem Grundriss, zum Teil originale Isolatoren. | 09209506 |
| Direkt Bild zu diesem Denkmal hochladen | Wohnstallhaus eines Bauernhofes | Mittlerer Anger 22 (Karte)                                                | 2. Hälfte 18. Jahrhundert         | Alte Ortslage Oberwürschnitz, Obergeschoss Fachwerk, authentisch erhaltener zeit- und landschaftstypischer Bau, Teil der alten Ortsstruktur, baugeschichtlich von Bedeutung. Relativ lang gestreckter zweigeschossiger Bau über rechteckigem Grundriss mit steilem Satteldach, das massive Erdgeschoss mit originalen Werkstein-Fenster- und Türgewänden, das Türgewände mit gerader profilierter Verdachung, die Fenster im Stallteil zugesetzt, in diesem Bereich Schuppenanbau anschließend, das Fachwerk-Obergeschoss hofseitig sichtig, im rechten Bereich strebenreich, im linken Bereich bis auf Eckfeld ohne Streben, originale Öffnungsgrößen, der Südgiebel mit Asbestplatten verkleidet, der Nordgiebel verbrettert, das Dach ohne Aufbauten mit Falzziegeldeckung. | 09209507 |
| Direkt Bild zu diesem Denkmal hochladen | Häuslerhaus | Mühlenstraße 11 (Karte)                                                   | um 1850                           | Alte Ortslage Neuwiese, Obergeschoss Fachwerk, Teil der historischen Häuslerhausbebauung des Dorfes, weitgehend original erhaltenes Beispiel im Ort, baugeschichtlich von Bedeutung. Erdgeschoss massiv und verputzt (möglicherweise Natursteingewände), Obergeschoss Fachwerk, verbrettert, Fassadenstruktur (Wand-Öffnungs-Verhältnis) intakt, Satteldach mit Preolitschindeldeckung. | 09209500 |
| Direkt Bild zu diesem Denkmal hochladen | Wasserhaus | Neuwieser Straße 34 (Karte)                                               | 1904 (Wasserhaus)                 | Ehemaliger Wetterschacht des Hermann-Bläsche-Schachtes, umgenutzt als Wasserhaus, Zeugnis des örtlichen Bergbaus und der Wasserversorgung, bergbaugeschichtliche und technikgeschichtliche Bedeutung. Zweigeschossiger massiver Putzbau (Ziegelmauerwerk) über quadratischem Grundriss, Klinkersockel, Lisenengliederung, in den Wandflächen Putzspiegel mit gekreuzten Hämmern, Walmdach mit holzverschlagener Laterne mit Fensterband, Falzziegeldeckung, äußere Firstziegel an den Traufecken mit Palmette, bauzeitliche Tür und gesprosste Galgenfenster. | 09209441 |
| Weitere Bilder                          | Ehemaliges Eisenbahnviadukt | Obere Hauptstraße (Karte)                                                 | 1877, später überformt            | Von verkehrsgeschichtlicher, bergbaugeschichtlicher und ingenieurtechnischer Bedeutung. - Massive Eisenbahnüberführung mit einem Mantel aus Stampfbeton, Länge 110,0 Meter, Höhe 20,5 Meter, überführt die Gleise in einem Bogen über Obere Hauptstraße, Rudolf-Breitscheid-Straße sowie Hegebach (drei jeweils unterschiedlich ausgeformte Öffnungen), im Kern ein gemauertes Viadukt aus dem Jahr 1877 mit fünf großen Bogenöffnungen, aufgrund von Gewölbestauchungen nach Bodensenkungen (als Folge des lokalen Steinkohlenabbaus) wurden 1924/1925 die Öffnungen über die Obere Hauptstraße bis auf eine niedrige Straßendurchfahrt zugesetzt, 1953/1954 dann auch die Bögen über die Rudolf-Breitscheid-Straße, dabei statische Sicherung des Bauwerks durch Stampfbetonummantelung, im Bereich der Oberen Hauptstraße sind noch zwei der Rundbögen erkennbar, 2002 im Zuge der Streckenmodernisierung saniert. - Eisenbahnstrecke Stollberg–St. Egidien (Streckenkürzel StE): Sächsische Nebenbahn zum Abtransport der Steinkohle aus dem Lugau-Oelsnitzer Steinkohlenrevier (zweitgrößtes sächsisches Steinkohlenrevier, Förderung zwischen 1844 und 1971), - Streckenverlauf: Von Stollberg über Oelsnitz bis St. Egidien, dort Anschluss an die Eisenbahnstrecke Dresden–Werdau, Erschließung etlicher Steinkohlenschächte entlang der Strecke (direkte Anschlussgleise zu Schächten in Hohndorf und Oelsnitz, Anbindung der Schächte bei Lugau mittels Verbindungsbahn zur Eisenbahnstrecke Neuoelsnitz–Wüstenbrand sowie Anbindung der Schächte in Gersdorf mittels der Zweigbahn Oelsnitz–Kaisergrube), erbaut ab 1877, provisorischer Güterverkehr ab 1878, Personenverkehr ab 1879, aufgrund der topographischen Gegebenheiten Errichtung von Viadukten bei Niederwürschnitz (Viadukt Würschnitztal), Oelsnitz (vorliegendes Viadukt Hegebachtal), Lichtenstein (Viadukt Rödlitzbachtal) und St. Egidien (Viadukt Lungwitzbachtal) sowie etliche kleinere Bahnüber- und -unterführungen notwendig, Geländeabsenkungen aufgrund des Steinkohlenbergbaus – zwischen Neuoelsnitz und Oelsnitz teils bis zu 17 Meter tiefe Absenkungen – hatten Sanierungen an der Strecke zur Folge (1954 Sanierung Viadukt Hegebachtal, nach Einstellung des Bergbaus 1971 Neunivellierung des Bahnhofs Neuoelsnitz), 2002 Sanierung/Modernisierung der Strecke, heute nur noch geringe Verkehrsleistung auf der Strecke. | 09209454 |
| Direkt Bild zu diesem Denkmal hochladen | Wohnhaus | Obere Hauptstraße 3 (Karte)                                               | um 1800                           | Obergeschoss Fachwerk verkleidet, zeit- und landschaftstypischer Fachwerkbau, baugeschichtlich von Bedeutung. Das massive Erdgeschoss neu verputzt (90er Jahre), Fensteröffnungsgrößen noch original, Obergeschoss leicht rückspringend, Fachwerk-Obergeschoss verkleidet mit Asbestplatten, Satteldach mit Dachhecht. | 09209462 |
| Weitere Bilder                          | Schulgebäude (Rudolf-Breitscheid-Straße 1) und Turnhalle (Obere Hauptstraße 6) | Obere Hauptstraße 6 (Karte)                                               | um 1900                           | Authentisch erhaltene gründerzeitliche Zweckbauten im Ortszentrum, baugeschichtliche, ortshistorische und ortsbildprägende Bedeutung. - Schule: Langgestreckter zweigeschossiger Bau in rotem Klinkerverblendmauerwerk mit 13 Achsen traufseitig und mit flachem Walmdach, Sockel, Gesimse, Diamantquaderung in den Brüstungsfeldern der Segmentbogenfenster sowie das historische Portal in Sandstein, die beiden Obergeschoss durch Lisenen zusammengefasst, im Risalit zweifach gekuppelte Segmentbogenfenster, darüber Stuckgesims mit Konsölchen, zweiflügelige Tür mit vergitterten Glasfeldern und Oberlicht original, Fenster jünger (DDR-Zeit), - Turnhalle: Eingeschossiger Bau in rotem Klinkerverblendmauerwerk mit hohen Rundbogenfenstern, gegliedert durch Lisenen, Gesimse und Zierbänder, flaches Walmdach mit Preolitschindeldeckung. | 09209520 |
| Direkt Bild zu diesem Denkmal hochladen | Wohnhaus | Obere Hauptstraße 15 (Karte)                                              | 1798                              | Zeit- und landschaftstypischer Fachwerkbau, baugeschichtlich von Bedeutung. Nach Brand des Vorgängerbaues 1798 neu errichtet, Erdgeschoss massiv und neu verputzt, südlicher Teil massiv angebaut, Obergeschoss Fachwerk, Nordseite verbrettert, Westseite verschiefert, hofseitig Fachwerk sichtbar (zweiriegelig), Fensteröffnungen knapp unter der Traufe liegend, Satteldach (eine Seite mit Krüppelwalm) mit altdeutscher Schieferdeckung, Fenster 1930er Jahre. | 09209459 |
| Direkt Bild zu diesem Denkmal hochladen | Wohnhaus | Obere Hauptstraße 27 (Karte)                                              | um 1800                           | Zeit- und landschaftstypischer Fachwerkbau, baugeschichtlich und ortsbildprägend von Bedeutung. Erdgeschoss massiv und verputzt, mit teilweise liegenden Fenstern, auf der Rückseite (Südseite) Wasserhausanbau, Obergeschoss Fachwerk, Giebelseiten mit Asbestverkleidung, straßenseitig Fachwerk sichtbar, Streben an den Gebäudeecken in gleicher Richtung angeordnet, Satteldach mit relativ weitem traufseitigen Dachüberstand, Fenstergrößen original, Gefüge durch Bergbaufolgen verformt. | 09209458 |
| Direkt Bild zu diesem Denkmal hochladen | Westliche Scheune eines Vierseithofes | Obere Hauptstraße 43 (Karte)                                              | Anfang 18. Jh.                    | Authentisch erhaltenes zeit- und landschaftstypisches Wirtschaftsgebäude, Teil der älteren bäuerlichen Ortsstruktur, baugeschichtlich von Bedeutung. Zweigeschossiger Fachwerk-Bau auf Bruchsteinsockel, Obergeschoss mit Dachüberstand traufseitig, auf der straßenseitigen Giebelseite im Erdgeschoss gekreuzte Streben, außerdem straßenseitig Kopfbänder an den Ständern – alle Streben und Bänder geblattet, hofseitig das Obergeschoss mit stockwerkhohen Streben, Satteldach, teils mit Falzziegeldeckung, teils mit Dachpappe, Nordgiebel verbrettert, Westseite verkleidet, historisches Holztor. | 09209452 |
| Direkt Bild zu diesem Denkmal hochladen | Wohnhaus eines Zweiseithofes | Obere Hauptstraße 63 (Karte)                                              | 2. Hälfte 19. Jahrhundert         | Zeit- und landschaftstypischer Fachwerkbau, Teil der älteren Ortsstruktur, baugeschichtlich von Bedeutung. Erdgeschoss massiv, teilweise Naturstein-Fenstergewände erhalten, Türgewände entfernt, Obergeschoss Fachwerk, verputzt, Südseite mit Schablonenschieferverkleidung, Satteldach mit Asbestdeckung, zweiflügelige Haustür. | 09209450 |
| Direkt Bild zu diesem Denkmal hochladen | Seitengebäude eines Zweiseithofes | Obere Hauptstraße 67 (Karte)                                              | 1. Drittel 18. Jahrhundert        | Wohl eines der ältesten erhaltenen Gebäude im alten Dorf, baugeschichtlich von Bedeutung, wissenschaftlich-dokumentarischer und ortsbildprägender Wert. Kleiner zweigeschossiger Fachwerk-Bau, teils verbrettert, an der Giebelseite K-strebenartige geblattete Aussteifung, an der östlichen Traufseite und im Erdgeschoss als Andreaskreuze, Satteldach mit Schieferdeckung, straßenseitig Obergeschoss und Giebeldreieck mit Asbestverkleidung, originale Mittelflügelfenster an der südlichen Traufseite. | 09209447 |
| Weitere Bilder                          | Schule | Obere Hauptstraße 68a (Karte)                                             | 1907–1908                         | Alte Ortslage Oberoelsnitz, im Reformstil errichtet, von der Architektur des Deutschen Werkbundes beeinflusste Bauformen, baugeschichtlich, ortshistorisch und ortsbildprägend von Bedeutung. Langgestreckter zweigeschossiger massiver Putzbau mit zwei breiten Seitenrisaliten mit Mansardgiebeln, Mittelrisalit mit Rundbogeneingang und Uhr-/Glockenturm, zwischen Erdgeschoss und Obergeschoss Dachschürze, Obergeschoss verschiefert, unterschiedliche Dachformen der einzelnen Gebäudeglieder schiefergedeckt, im Osten Aula mit Art Apsis, im Putzfeld über dem Eingang Schriftzug „Goetheschule“ und „Ohn Fleiß kein Preis“. | 09209451 |
| Direkt Bild zu diesem Denkmal hochladen | Ehemaliges Wohnstallhaus eines Bauernhofes | Obere Hauptstraße 96 (Karte)                                              | Mitte 19. Jahrhundert             | Zeit- und landschaftstypischer Bau, Teil der älteren, bäuerlichen Ortsstruktur, baugeschichtlich von Bedeutung. Verputztes massives Erdgeschoss mit teilweisen Veränderungen (liegende Fenster und Vorbau), Fachwerk-Obergeschoss allseitig mit Asbestverkleidung, Satteldach mit Asbestdeckung, historische Galgenfenster teilweise erhalten. | 09209449 |
| Direkt Bild zu diesem Denkmal hochladen | Wohnstallhaus eines Vierseithofes | Obere Hauptstraße 124 (Karte)                                             | um 1800                           | Zeit- und landschaftstypischer Bau in gutem Originalzustand, Teil der älteren, bäuerlichen Ortsstruktur, baugeschichtlich von Bedeutung. Massives neu verputztes Erdgeschoss, ursprüngliche Fassadenstruktur jedoch weitgehend erhalten, Obergeschoss Fachwerk verbrettert, Krüppelwalmdach mit Asbestplattendeckung, originale Fenstergrößen, eine Giebelseite massiv ersetzt, die schwere Kehlbalken-Binderkonstruktion des Dachstuhls könnte 200 Jahre alt sein, der ehemalige Stallteil mit preußischem Kappengewölbe dagegen nur 100–120 Jahre. Es soll einen Brand des Gebäudes um 1860 gegeben haben. Die Erdgeschoss-Mauern sind überraschenderweise nur zirka 40 Zentimeter stark und scheinen auch nicht aus Feldstein zu bestehen. | 09209446 |
| Direkt Bild zu diesem Denkmal hochladen | Wohnstallhaus (Nr. 134) und Seitengebäude (Nr. 134c) eines Bauernhofes | Obere Hauptstraße 134; 134c (Karte)                                       | Anfang 19. Jh.                    | Zeit- und landschaftstypische Hofanlage, Teil der älteren, bäuerlichen Ortsstruktur, baugeschichtlich von Bedeutung. - Wohnstallhaus: Erdgeschoss massiv, verputzt, Vergrößerung/Zusetzen ursprünglicher Fensteröffnungen, Türöffnungen noch original mit Natursteingewänden, im Wohnteil mit gerader profilierter Verdachung, das Obergeschoss zweiriegeliges Fachwerk mit stockwerkshohen Streben, auf der Straßengiebelseite liegende Fenster (auch im Giebeldreieck), Satteldach mit Falzziegeldeckung, historische Fenster und Türen verloren, - Seitengebäude: Hochgestreckter Bau mit teilmassivem Erdgeschoss, hier kleine Segmentbogentür, ansonsten Fachwerk, verbrettert, fast das gesamte Erdgeschoss nehmen zwei große Holztore ein, das Satteldach mit Asbestplatten gedeckt, in der Drempelzone ein historisches Galgenfenster und eine Lüftungsöffnung mit Lamellen. | 09209526 |
| Direkt Bild zu diesem Denkmal hochladen | Südliche Scheune und Hofbaum eines Dreiseithofes | Obere Hauptstraße 150 (Karte)                                             | Anfang 19. Jahrhundert            | Authentisch erhaltenes landschaftstypisches Wirtschaftsgebäude, Teil der alten Ortsstruktur, baugeschichtlich von Bedeutung. Breit gelagerter Baukörper auf teilweise verputztem Bruchstein-Ziegel-Sockel, gesamtes Gebäude Fachwerk, verputzt, teils ausgemauert, Krüppelwalmdach mit altdeutscher Schieferdeckung, traufseitig je zwei Holztore. | 09209442 |
| Direkt Bild zu diesem Denkmal hochladen | Wohnhaus eines Zweiseithofes | Obere Hauptstraße 154 (Karte)                                             | Mitte 19. Jahrhundert             | Zeit- und landschaftstypischer Bau, Teil der alten Ortsstruktur, baugeschichtlich von Bedeutung. Erdgeschoss massiv mit DDR-Putz, Porphyrtuff-Fenstergewände, Obergeschoss Fachwerk, Eckstreben nach innen verlaufend, Giebel verkleidet mit Preolitschindeln, originale Fenstergrößen. | 09209443 |
| Direkt Bild zu diesem Denkmal hochladen | Häuslerhaus mit Handschwengelpumpe | Oberer Anger 8 (Karte)                                                    | 18. Jh.                           | Alte Ortslage Oberwürschnitz, zeit- und landschaftstypischer Bau, Teil der historischen Häuslerbebauung des Ortes, baugeschichtlich von Bedeutung. Zweigeschossiger und relativ breitgelagerter Bau über gedrungen rechteckigem Grundriss mit historischem Anbau (Ende 19. Jahrhundert) und steilem Satteldach, das Erdgeschoss in verputztem Ziegel-Mauerwerk wohl jünger (mit Tür 2. Hälfte 19. Jahrhundert), ursprünglich wohl aus ungebrannten Lehmsteinen oder Fachwerk, Werkstein-Türgewände und -Fenstergewände, kein Stallteil, an der nordöstlichen Giebelseite ein verbreitertes Fenster der jüngsten Zeit, das Fachwerk-Obergeschoss verputzt, originale Öffnungsgrößen (am Giebel relativ weit oben, wohl einriegeliges Fachwerk) mit fünf Achsen auf der Eingangsseite, der Putz Mitte 20. Jahrhundert, das Dach ohne Aufbauten sowie die Giebeldreiecke asbestplattenverkleidet, der Tür- und Fensterbestand wohl Ende 19. Jahrhundert, im Erdgeschoss mit Winterfenstern, die Tür zweiflügelig mit Oberlicht, die Pumpe vor der Haustür hölzern mit kleiner Knaufbekrönung. | 09209508 |
| Weitere Bilder                          | Gebäudekomplex des Kaiserin-Augusta-Schachtes, später Karl-Liebknecht-Schacht, mit Pförtnerhaus, Transformatorenstation mit Übergang, Maschinenhalle und Förderturm, Fördermaschinenhalle II, Werksküche/Verwaltung, Bürogebäude, Materialverwaltung, Grubenwehr/Werksschutz, Werkstatt I, Werkstatt II, Kraftwerk mit Umspannwerk und Kesselhaus | Pflockenstraße 28 (Karte)                                                 | um 1900 (Materialverwaltung)      | Authentisch erhaltener Industriekomplex mit Bauten der sogenannten Roten Moderne, Teile davon entworfen von den Chemnitzer Architekten Erich Basarke und dem Lichtensteiner Architekten Paul Beckert, Zeugnis des ehemals überregional bedeutsamen Steinkohlebergbaus im Lugau-Oelsnitzer-Revier, industriegeschichtlich, ortsgeschichtlich, baugeschichtlich sowie ortsbild- und landschaftsprägend von Bedeutung. A) Pforte: kleiner Ziegelbau mit offener Ecke und Walmdach B) Transformatorenstation mit Übergang: heute Museum C) Maschinenhalle und Förderturm: Halle über T-förmigem Grundriss, die Fassaden zwei- bzw. dreigeschossig durchfenstert, schlichtes Traufprofil und flaches Satteldach, mittig die mehrgeschossige Einhausung des Förderturmes, als Stahlskelett mit Ziegelausfachung, an den Gebäudeecken genietete Blechverkleidung, Obergeschoss auf Konsolen vorkragend und durch Lichtbänder unterbrochen, Pyramidendach D) Fördermaschinenhalle II: schlichter Ziegelkubus (Mauerwerk im gotischen Verband) mit Flachdach und sechs Fensterbahnen mit Metallsprossen-Industriefenstern, im Erdgeschoss-Bereich in denselben Achsen quadratische Fenster, seitliche Toröffnung und in deren Achse schmiedeeiserne Uhr E) Werksküche: (Sozialgebäude, ehemals mit sowie Speise- und Kultursaal): dreigeschossiger Ziegelbau in gotischem Verband, Türgewände mit scharriertem Steinputz, unterschiedliche Durchfensterung der Fassade, auf der Westseite halbrund abschließender Gebäudeflügel F) Bürogebäude: eingeschossiger Ziegelbau über annähernd quadratischem Grundriss mit Treppenhausbau, hohem Walmdach und Dachausbauten, Ziegelmauerwerk im Blockverband, sparsame Lisenengliederung sowie Zahnschnitt im Traufbereich, Dachkasten mit originaler Schablonenbemalung (blau-weißes Blütenmotiv und Würfelfries), teils historische Fenster und Türen erhalten G) Materialverwaltung: eingeschossiger Ziegelbau über langgestrecktem Grundriss mit querhausartigem Kopfbau und mäßig geneigtem Satteldach, sparsame Gliederung durch Lisenen sowie Gesimse im Traufbereich und Ostgang, teils originale Fenster und Türen H) Grubenwehr/Werkschutz: schlichter zweigeschossiger Ziegelbau im gotischen Verband mit mäßig geneigtem Satteldach, Türgewände in scharriertem Steinputz I) Werkstatt I: dreischiffiger Ziegelbau (Stahlträger-Ausfachung) in gotischem Verband mit durchfensterten Wandflächen, mansardartiges Dach mit Glasflächen J) Werkstatt II: dreigeschossiger Kubus in Ziegelmauerwerk in gotischem Verband mit sehr flachem Satteldach, durchlaufende Fensterbänder K) Kesselkohlenbunker: langgestreckte Halle mit sehr flachem Satteldach, Stahlträger-Ausfachung mit Ziegeln im Läuferverband, durchlaufendes Fensterband unter der Traufe, seitliche Bretterverschläge, teils auch massive Anbauten, Kesselkohlenbunker Abbruch vor 2015 L) Kesselhaus: Kubus in steinsichtigem Ziegelmauerwerk in gotischem Verband, (Eisenbeton-Skelettbau), durchlaufende Fensterbänder unter der Traufe sowie gläserne Wandfläche (Fensterbahnen) über dem Eingang, mehrere Anbauten in gleicher Gestaltung M) Kraftwerk mit Umspannwerk (heute Lehrschwimm- und Sporthalle): sehr langgestreckte Halle aus Ziegelmauerwerk mit flach geneigtem Satteldach, Fenster- und Türöffnungen durch einfache leicht vorkragende Rollschicht gerahmt, einige Zugänge auch mit Klinkervorbauten, ästhetische Wirkung des steinsichtigen Mauerwerks durch unterschiedliche Helligkeit von Ziegel und Klinker sowie durch Mauerverband (gotischer Verband), die ehemals dazugehörige Kompressorenstation Abbruch vor 2010 Heute als Museum genutzt (A-E): Halle mit Förderturm und Fördermaschinenhalle II (enthielt früher eine Umformeranlage, das Mannschaftsbad und die Revierstuben), Sozialgebäude, Trafostation mit Übergang und Pförtnerhaus | 09209521 |
| Direkt Bild zu diesem Denkmal hochladen | Wohnhaus und Nebengebäude, mit Einfriedung und Toranlage | Pflockenstraße 35 (Karte)                                                 | um 1900                           | Klinkerfassade, authentisch erhaltenes Wohnhaus der Gründerzeit, straßenbildprägendes Gebäude, baugeschichtlich von Bedeutung. - Wohnhaus: Zweigeschossiger Massivbau auf Sandstein-Polygonmauerwerksockel mit Mittelrisalit, Dacherker und leicht überstehendem flachen Satteldach, gesamter Bau mit hellroter Klinkerverkleidung, dunklere Formsteine an den Gewänden der segmentbogenförmigen Fenster und Tür und als Gesimse, originale Haus- und Eingangstüren, Fenster erneuert, - Nebengebäude: Eingeschossiger Klinkerbau mit schiefergedecktem Satteldach, segmentbogenförmige Fenster, Schuppentüren und Garagentor, historischer Bestand an Fenstern und Türen, Hofpflasterung Klinker, - Einfriedung: Torpfeiler, schmiedeeiserner Zaun und Heckeneinfriedung. | 09209429 |
| Weitere Bilder                          | Rohrbrücke | Pflockenstraße 49 (bei) (Karte)                                           | 1950er Jahre (Rohrbrücke)         | Monument der industriellen Entwicklung des Ortes, ortsentwicklungsgeschichtlich von Bedeutung. Die Rohrbrücke ist ein Monument der industriellen Entwicklung des Ortes Oelsnitz, welcher primär durch die Bergbauindustrie geprägt ist und durch sie einen großen Teil seiner kulturellen Identität bezieht. Die Anlage des Augusta-Schachtes, unweit des Objekts gelegen, liefert davon ein eindrucksvolles Zeugnis. Die Rohrbrücke entstand in den 1950er Jahren. Obwohl erst 1972 die Kohleförderung in Oelsnitz beendet wurde, kümmerte man sich frühzeitig um eine Nachnutzung der Anlagen. Das Kraftwerk des Schachtes diente fortan der Produktion von Fernwärme für das Neubaugebiet in Lugau und für die „Textima“. Die Rohrleitung verlief entlang des ehemaligen Holzplatzes an der Pflockenstrasse, welche dann mittels der Brücke überquert wurde. Wenn auch der optische Zusammenhang dieser Überführung mit dem Schacht nicht mehr gegeben ist, da auf dem alten Holzplatzgelände inzwischen Neubauten entstanden, so ist doch deutlich der inhaltliche Zusammenhang gegeben. Derartige Nachnutzungen vorhandener Technik kann als ein kulturgeschichtliches Spezifikum der DDR gelten, was außer dem industriegeschichtlichen Aspekt die Bedeutung dieses Relikts ausmacht. | 09299791 |
| Direkt Bild zu diesem Denkmal hochladen | Wohnstallhaus eines Dreiseithofes | Promnitzer Fußweg 2 (Karte)                                               | bezeichnet 1856                   | Stattlicher zeit- und landschaftstypischer Bau in ortsbildprägender Lage, Teil der älteren, bäuerlichen Ortsstruktur, baugeschichtlich von Bedeutung. Erdgeschoss massiv, verputztes Bruchsteinmauerwerk, die Fenstergewände sowie das Türgewände mit gerader Verdachung aus Porphyrtuff, bezeichnet „18 C.F.L. 56“, intakte Fassadenstruktur, Obergeschoss zweiriegeliges preußisches Fachwerk, Gefache verputzt, stockwerkshohe Streben, Krüppelwalmdach mit langem Dachhecht, Schieferdeckung, Giebelspitze verbrettert und mit Taubenschlag, relativ breite Obergeschoss-Fenster mit Galgenfenstern, historische zweiflügelige Haustür mit Oberlicht, Türflügel wohl 1920er oder 1930er Jahre. | 09209448 |
| Weitere Bilder                          | Brunnen | Rathausplatz 1 (gegenüber) (Karte)                                        | bezeichnet 1914                   | Ansprechend gestaltete Anlage als künstlerischer Akzent auf der Freifläche vor dem Rathaus, ortsbildprägende und künstlerische Bedeutung. Brunnen aus Rochlitzer Porphyrtuff auf oktogonalem Grundriss mit instehendem runden Überlauf, dort ein Postament mit Aufschrift „Glück Auf“ und Bergwerkshämmern, darauf vier Reigen tanzende Knaben (Galvanoplastik), Inschrifttafel: „Zur Erinnerung an die Heimat gestiftet von Herm. Rudolph z. Z. Teplitz am 12. Juli 1914“. | 09209467 |
| Weitere Bilder                          | Gedenkstätte für Opfer jeglicher Gewaltherrschaft (ehemals: Gedenkstätte für die Opfer des Faschismus) | Rathausplatz 3 (südlicher Stadthallenpark) (Karte)                        | 1951, 2018 saniert und versetzt   | Historische Bedeutung. Mauer aus unregelmäßigem Quadermauerwerk über U-förmigem Grundriss, in der Mitte ein Mauerblock mit kunststeinerner Abdeckplatte, Flammenschale und Gedenktafel „Zum Gedenken der Opfer jeglicher Gewaltherrschaft 30.1.1933 – 9.11.1989“, ehemals VVN-Denkmal. | 09209522 |
| Weitere Bilder                          | Kulturhaus mit Kegelbahn und Stadtpark | Rathausplatz 3 (Karte)                                                    | 1954–1956, Literatur              | Ehemaliges Kulturhaus der Bergarbeiter der Region, Zeugnis der DDR-Kultur- und Sozialpolitik, im Stil der Nationalen Bautradition, ortshistorische und baugeschichtliche Bedeutung. Lang gestreckter, durchfensterter Hauptbau mit Festsaal funktional unterschiedliche Anbauten, (zum Beispiel Kegelbahn), bedingen den winkelförmigen Grundriss, zwischen den seitlichen Flügeln Innenhof mit Pergola, dreiachsiger Haupteingang mit Altan, über den Eingängen Reliefplatten mit Bergmannsmotiven, gesamter Bau auf flachem Sockel aus Muschelkalkquadern, scharrierte Fenstergewände ebenfalls aus Muschelkalk, originaler Zugputz, Traufprofil mit grober Scharrur, Walmdach mit Dreiecksgaupen und Schieferdeckung, originale Baudetails wie Lampen, Altan- und Fensterbrüstungsgitter erhalten, im Inneren weitgehend originale baufeste Ausstattung (Türen, Beleuchtungskörper, Geländer, Terrazzofußboden), Wege und Terrasse mit Schieferplatten ausgelegt, Granitkopfsteinpflaster auf der Straßenseite. | 09209484 |
|                                         | Schulgebäude | Rathausplatz 4 (Karte)                                                    | 1913, laut Auskunft               | Stattlicher, im Ortszentrum befindlicher Bau, beeinflusst von der Architektur des Deutschen Werkbundes, von städtebaulicher und baugeschichtlicher sowie ortshistorischer Bedeutung. Breit gelagerter zweigeschossiger Bau über nahezu quadratischem Grundriss (fünf mal sechs Achsen) mit Walmdach und verschiedenen Gaupen an allen Dachflächen und zwei Schornsteinen, der durchfensterte Sockel wohl aus Kunststein, Rundbogeneingang mit Granitgewände, am Bogen mit Diamantierung und Scheitelstein, darunter auf je einer Seite Plastik eines Knaben und Mädchens, Ecklisene mit Relief im oberen Teil (Kindermotive), unter der Dachschürze weiteres Relieffeld mit tanzenden und musizierenden Putti, gesamtes Erdgeschoss, auch die plastischen Elemente nachträglich mit dünnem Spritzputz überzogen, zwischen Erdgeschoss und erstem Obergeschoss Dachschürze, Obergeschoss mit Asbestplatten verkleidet, Walmdach mit Preolitschindeln gedeckt, originaler Fensterbestand mit kleinteiliger Sprossung, zweiflügelige Tür mit gesprossten Glasfeldern und dem Rundbogenportal entsprechendem Oberlicht, im Innern Eingangshalle mit Wandbrunnen, Treppenanlage, Bodenbelägen und Bleiglasfenstern original. | 09209519 |
| Weitere Bilder                          | Sieben Mehrfamilienhäuser (Nr. 12, 13/15, 14, 16, 17/19, 18 und 20/22/24) einer Siedlung | Robert-Schumann-Straße 12; 13; 14; 15; 16; 17; 18; 19; 20; 22; 24 (Karte) | Ende 1920er Jahre                 | Denkmalrelevante Teile einer geschlossenen Siedlungsanlage mit Mehrfamilienhäuser, weitgehend authentisch erhaltene zeittypische Bauten, Teil eines größeren zusammenhängenden Siedlungsgebietes mit Wohnhäuser unterschiedlicher Entstehungszeit, Zeugnis der durch die industrielle Entwicklung des Ortes bedingten Wohn- und Sozialpolitik um 1930, baugeschichtlich und sozialgeschichtlich von Bedeutung. Einzeldenkmale der Sachgesamtheit Siedlung Robert-Schumann-Straße (siehe auch Sachgesamtheit 09305386, gleiche Anschrift): Sieben gleichartig gestaltete dreigeschossige massive Putzbauten, alle über längsrechteckigem Grundriss auf Klinkelsockel und mit Walmdach, zwischen zweitem und drittem Obergeschoss Dachschürze und drittes Obergeschoss mit Schiefer (bzw. Asbestplatten) verkleidet, dadurch mansarddachartige Wirkung, an den Ecklisenen Putznutung, unterschiedliche Putzfarbigkeit, zum Beispiel rötliche Flächen und grüne Ecklisenen oder ocker Flächen mit rötlichen Lisenen, die Dächer schiefergedeckt mit zweiachsigen Dacherkern und gesprossten Rundfenstern, die Fenster weitgehend ohne Sprossung erneuert, nur bei Haus Nummer 12 noch einige originale neunteilige Fenster, teils Fensterläden erhalten sowie Haustüren. | 09209465 |
| Weitere Bilder                          | Sachgesamtheit Siedlung Robert-Schumann-Straße | Robert-Schumann-Straße 12; 13; 14; 15; 16; 17; 18; 19; 20; 22; 24 (Karte) | Ende 1920er Jahre                 | Weitgehend authentisch erhaltene zeittypische Bauten, Teil eines größeren zusammenhängenden Siedlungsgebietes mit Wohnblöcken unterschiedlicher Entstehungszeit, Zeugnis der durch die industrielle Entwicklung des Ortes bedingten Wohn- und Sozialpolitik um 1930, baugeschichtlich und sozialgeschichtlich von Bedeutung [Wohnhaus Robert-Schumann-Straße 21/23 vor 2014 abgebrochen] Sachgesamtheit mit folgenden Einzeldenkmalen: sieben Mehrfamilienhäuser (Robert-Schumann-Straße 12, 13/15, 14, 16, 17/19, 18 und 20/22/24) (siehe Einzeldenkmale 09209465) und zwei Mehrfamilienhäuser (Franz-Schubert-Straße 5 und 6/8) (siehe Einzeldenkmale 09209544) einer Siedlung sowie Vorgärten und Hofgrün (Sachgesamtheitsteile). | 09305386 |
| Weitere Bilder                          | Schulgebäude (Rudolf-Breitscheid-Straße 1) und Turnhalle (Obere Hauptstraße 6) | Rudolf-Breitscheid-Straße 1 (Karte)                                       | um 1900                           | Authentisch erhaltene gründerzeitliche Zweckbauten im Ortszentrum, baugeschichtliche, ortshistorische und ortsbildprägende Bedeutung. - Schule: Langgestreckter zweigeschossiger Bau in rotem Klinkerverblendmauerwerk mit 13 Achsen traufseitig und mit flachem Walmdach, Sockel, Gesimse, Diamantquaderung in den Brüstungsfeldern der Segmentbogenfenster sowie das historische Portal in Sandstein, die beiden Obergeschoss durch Lisenen zusammengefasst, im Risalit zweifach gekuppelte Segmentbogenfenster, darüber Stuckgesims mit Konsölchen, zweiflügelige Tür mit vergitterten Glasfeldern und Oberlicht original, Fenster jünger (DDR-Zeit), - Turnhalle: Eingeschossiger Bau in rotem Klinkerverblendmauerwerk mit hohen Rundbogenfenstern, gegliedert durch Lisenen, Gesimse und Zierbänder, flaches Walmdach mit Preolitschindeldeckung. | 09209520 |
| Weitere Bilder                          | Ehemaliges Eisenbahnviadukt | Rudolf-Breitscheid-Straße 1; 3 (Karte)                                    | 1877, später überformt            | Von verkehrsgeschichtlicher, bergbaugeschichtlicher und ingenieurtechnischer Bedeutung. - Massive Eisenbahnüberführung mit einem Mantel aus Stampfbeton, Länge 110,0 m, Höhe 20,5 m, überführt die Gleise in einem Bogen über Obere Hauptstraße, Rudolf-Breitscheid-Straße sowie Hegebach (drei jeweils unterschiedlich ausgeformte Öffnungen), im Kern ein gemauertes Viadukt aus dem Jahr 1877 mit fünf großen Bogenöffnungen, aufgrund von Gewölbestauchungen nach Bodensenkungen (als Folge des lokalen Steinkohlenabbaus) wurden 1924/1925 die Öffnungen über die Obere Hauptstraße bis auf eine niedrige Straßendurchfahrt zugesetzt, 1953/1954 dann auch die Bögen über die Rudolf-Breitscheid-Straße, dabei statische Sicherung des Bauwerks durch Stampfbetonummantelung, im Bereich der Oberen Hauptstraße sind noch zwei der Rundbögen erkennbar, 2002 im Zuge der Streckenmodernisierung saniert. - Eisenbahnstrecke Stollberg–St. Egidien (Streckenkürzel StE): sächsische Nebenbahn zum Abtransport der Steinkohle aus dem Lugau Oelsnitzer Steinkohlenrevier (zweitgrößtes sächsisches Steinkohlenrevier, Förderung zw. 1844 u. 1971), Streckenverlauf: von Stollberg über Oelsnitz bis St. Egidien, dort Anschluss an die Eisenbahnstrecke Dresden–Werdau, Erschließung etlicher Steinkohlenschächte entlang der Strecke (direkte Anschlussgleise zu Schächten in Hohndorf und Oelsnitz, Anbindung der Schächte bei Lugau mittels Verbindungsbahn zur Eisenbahnstrecke Neuoelsnitz–Wüstenbrand sowie Anbindung der Schächte in Gersdorf mittels der Zweigbahn Oelsnitz–Kaisergrube), erbaut ab 1877, provisorischer Güterverkehr ab 1878, Personenverkehr ab 1879, aufgrund der topographischen Gegebenheiten Errichtung von Viadukten bei Niederwürschnitz (Viadukt Würschnitztal), Oelsnitz (vorliegendes Viadukt Hegebachtal), Lichtenstein (Viadukt Rödlitzbachtal) und St. Egidien (Viadukt Lungwitzbachtal) sowie etliche kleinere Bahnüber- und -unterführungen notwendig, Geländeabsenkungen aufgrund des Steinkohlenbergbaus – zwischen Neuoelsnitz u. Oelsnitz teils bis zu 17 m tiefe Absenkungen – hatten Sanierungen an der Strecke zur Folge (1954 Sanierung Viadukt Hegebachtal, nach Einstellung des Bergbaus 1971 Neunivellierung des Bahnhofs Neuoelsnitz), 2002 Sanierung/Modernisierung der Strecke, heute nur noch geringe Verkehrsleistung auf der Strecke. | 09209454 |
|                                         | Wohnhaus (Umgebinde) in offener Bebauung | Rudolf-Breitscheid-Straße 16 (Karte)                                      | Anfang 18. Jahrhundert            | Authentisch erhaltener zeit- und landschaftstypischer Bau von ortsbildprägender Bedeutung, für die Region seltenes Umgebindehaus, baugeschichtlich von Bedeutung. Traufständiges Gebäude mit teilmassivem verputzten Erdgeschoss, Umgebinde mit an den Ständern angeblatteten Kopfbändern, leicht vorkragendes Fachwerk-Obergeschoss mit halbrunden profilierten Füllhölzern, Fachwerk zweiriegelig mit K-Streben, westlicher Giebel verkleidet (Asbest), östlicher Giebel verbrettert, Satteldach mit Asbestdeckung. | 09209455 |
| Direkt Bild zu diesem Denkmal hochladen | Wohnhaus in offener Bebauung | Rudolf-Breitscheid-Straße 22 (Karte)                                      | wohl 2. Hälfte 18. Sachgesamtheit | Authentisch erhaltener zeit- und landschaftstypischer Bau von ortsbildprägender Bedeutung, baugeschichtlich von Bedeutung. Zweigeschossiger giebelständiger Fachwerk-Bau, Fachwerk zweiriegelig mit stockwerkshohen Streben, Erdgeschoss teilweise massiv unterfahren, Giebel mit Asbestplatten verkleidet, Westseite mit Schablonenschieferplatten verschiefert, Satteldach mit Biberschwanz-Kronendeckung. | 09209456 |
| Direkt Bild zu diesem Denkmal hochladen | Doppelwohnhaus | Rudolf-Breitscheid-Straße 84; 84a (Karte)                                 | 1924                              | Holz-Fertigteilhaus der Firma Christoph & Unmack, Niesky, exponierte Hanglage, besondere baugeschichtliche Bedeutung. Eingeschossiger, langgestreckter Bau in Blockbauweise mit breitem Mittelrisalit und ausgebautem Satteldach, beidseitig des Risalits die Eingänge mit großen Spitzbogenfenstern, diese auch in den äußeren Fensterachsen, Fenster ansonsten gedrungen rechteckig, größtenteils original erhaltene Fensterläden, ebenso die Brettbaluster der Treppengeländer, die Giebel der Dachgauben verbrettert, Dachdeckung Preolitschindeln. | 09209528 |
| Direkt Bild zu diesem Denkmal hochladen | Wohnstallhaus eines Zweiseithofes | Schaftreibe 9 (Karte)                                                     | wohl 2. Hälfte 18. Jahrhundert    | Zeit- und landschaftstypischer Fachwerkbau, Teil der alten Ortsstruktur, baugeschichtlich von Bedeutung. Erdgeschoss massiv, Stallteil massiv erneuert, auf der Rückseite ursprüngliche Fassadenstruktur noch erhalten, mit Aborterker, Obergeschoss Fachwerk, verkleidet mit Asbestplatten, Satteldach mit Asbestdeckung. | 09209502 |
| Weitere Bilder                          | Einzeldenkmale der Sachgesamtheit Lutherkirche und Friedhof Neuwürschnitz | Schulstraße (Karte)                                                       | 1925–1926                         | Im Heimatstil errichteter Zentralbau mit kräftigem Dachreiter, alte Ortslage Neuwiese, baugeschichtliche und ortshistorische Bedeutung. Einzeldenkmale der Sachgesamtheit: Kirche (mit Ausstattung) und Denkmal für die Gefallenen des Ersten Weltkrieges (siehe auch Sachgesamtheit 09306087) - Kirche: Zentralbau aus unverputztem Bruchsteinmauerwerk (Grünstein), verschiefertes Glockendach mit Dachreiter, Chor im Norden, Vorhalle im Süden, - Kriegerdenkmal: Muschelkalkquader mit Relief eines Eisernen Kreuzes und gestufter Bekrönung. | 09209497 |
| Direkt Bild zu diesem Denkmal hochladen | Sachgesamtheit Lutherkirche und Friedhof Neuwürschnitz | Schulstraße (Karte)                                                       | um 1925                           | Im Heimatstil errichteter Zentralbau mit kräftigem Dachreiter, alte Ortslage Neuwiese, baugeschichtliche und ortshistorische Bedeutung. Sachgesamtheit mit folgenden Einzeldenkmalen: Kirche (mit Ausstattung) und Denkmal für die Gefallenen des Ersten Weltkrieges (siehe Einzeldenkmale 09209497) sowie Friedhof mit Allee (Gartendenkmal) und Einfriedung (Sachgesamtheitsteil) - Kirche: Zentralbau aus unverputztem Bruchsteinmauerwerk (Grünstein), verschiefertes Glockendach mit Dachreiter, Chor im Norden, Vorhalle im Süden, - Kriegerdenkmal: Muschelkalkquader mit Relief eines Eisernen Kreuzes und gestufter Bekrönung. | 09306087 |
| Weitere Bilder                          | Kirche der Altlutheraner | Schulstraße 29 (Karte)                                                    | 1923                              | Alte Ortslage Neuwiese, authentisch erhaltener neogotischer Bau mit kleinem Dachreiter, von sozialgeschichtlicher und ortshistorischer Bedeutung. Kleiner Saalbau mit Spitzbogenfenstern, Krüppelwalmdach und Dachreiter mit spitzer Haube. | 09209498 |
| Weitere Bilder                          | Eisenbahnbrücke der Strecke Stollberg–St. Egidien | Tunnelweg (Karte)                                                         | 1930er Jahre                      | Steinbogenbrücke, ortsgeschichtliche und verkehrshistorische Bedeutung. Einbogige Brücke aus Bruchsteinmauerwerk, am Bogen Sandsteinteile, seitliche Böschungsmauern. | 09209494 |
| Direkt Bild zu diesem Denkmal hochladen | Villa mit Garten | Turleyring 35 (Karte)                                                     | Anfang 1920er Jahre               | Repräsentativer Putzbau im Reformstil, nach Entwurf des Chemnitzer Architekten Erich Basarke, baugeschichtlich und künstlerisch von Bedeutung. Eineinhalbgeschossiger massiver Putzbau über querrechteckigem Grundriss mit breitem dreiecksgiebelüberfangenen Mittelrisalit mit halbrundem Vorbau, Terrasse und geschwungener Freitreppe sowie Mansardwalmdach, Fenster- und Türöffnungen rundbogig, sparsame Putz- und Stuckgliederung an den Fenstern und im Traufbereich, am Wintergarten reichere Gliederung durch ionisierende Pilaster und Zahnschnitt, profilierter Traufbereich, Mansardgeschoss verschiefert, Dachdeckung Preolitschindeln, Erdgeschoss-Fenster und zweiflügelige Eingangstür mit gesprosstem Oberlicht bauzeitlich, teils bauzeitliche Fenstervergitterung und Terrassengeländer. | 09209543 |
| Weitere Bilder                          | Ehemaliges Herrenhaus eines Rittergutes | Untere Hauptstraße 2 (Karte)                                              | Mitte 17. Jahrhundert             | Stattlicher Renaissancebau in der Ortsmitte, ältester Profanbau der Stadt, von baugeschichtlicher, ortshistorischer und städtebaulicher Bedeutung. Stattlicher, recht hoher und langgestreckter zweigeschossiger und massiver Putzbau über rechteckigem Grundriss, das steile Satteldach mit mächtigem mittigen Querhaus, das auf der Hofseite einen Mittelrisalit übergiebelt, der hofseitige Eingang mit spitzbogigem Werksteingewände, die Fensteröffnungen mit einfachen Putzfaschen gerahmt, nur die Öffnung über dem Eingang mit spitzbogigem Werksteingewände, in den Traufbereichen und unter der über die Querhausgiebel laufenden Dachschürze kräftig profilierte Werksteingesimse (zweifache Kehlung), Gebäude saniert: Tür-, Fenster- und (wohl) auch Putzbestand erneuert, die Schieferdachdeckung und die Gaupenaufbauten ebenfalls neu, im Innern mit integrierten originalen Resten nachgebaute, kräftig profilierte Holzbalkendecke über ehemals wohl großen zentralen Raum, in Erdgeschoss und Obergeschoss profilierte Holzbalkendecken, in den Eckräumen des Obergeschosses mit in Fischgratmuster angeordneten Einschubbrettern, Dachstuhl als stehender und liegender Stuhl mit drei Kehlbalkenebenen. | 09209482 |
| Direkt Bild zu diesem Denkmal hochladen | Wohnhaus in offener Bebauung | Untere Hauptstraße 30 (Karte)                                             | wohl um 1800                      | Zeit- und landschaftstypischer Fachwerkbau in ortsbildprägender Lage im Kreuzungsbereich, baugeschichtlich von Bedeutung. Zweigeschossiger Bau über winkeligem Grundriss (Anbauten), massives verputztes Erdgeschoss (Putz 1990er Jahre) mit originalen Fenstergrößen, Obergeschoss zweiriegeliges Fachwerk mit stockwerkshohen Streben, straßenseitiger Giebel verkleidet, Satteldach mit Preolitschindeln gedeckt. | 09209474 |
| Direkt Bild zu diesem Denkmal hochladen | Arbeiterwohnhaus in offener Bebauung | Untere Windberggasse 2 (Karte)                                            | um 1880                           | Bergarbeiterhaus, Zeugnis der Wohnkultur am Industriestandort Lugau-Oelsnitzer Revier, sozialgeschichtlich von Bedeutung. Kleiner eineinhalbgeschossiger massiver Putzbau (Ziegelmauerwerk) mit mittigem Dacherker, profiliertem Traufbereich und Satteldach mit altdeutscher Schieferdeckung, alle Fenster und Türen segmentbogenförmig mit Gewänden aus Hilbersdorfer Porphyrtuff, bauzeitliche zweiflügelige Eingangstür und originaler Fensterbestand (Galgenfenster mit 6-Teilung, Winterfenster). | 09209435 |
| Direkt Bild zu diesem Denkmal hochladen | Häuslerhaus | Unterer Anger 10 (Karte)                                                  | wohl Mitte 18. Jahrhundert        | Alte Ortslage Oberwürschnitz, authentisch erhaltenes Beispiel eines landschaftstypischen ländlichen Wohnhauses, Teil der alten Ortsstruktur. Das massive Erdgeschoss verputzt, teils mit gefliestem Sockel, rückwärtig Abseite und Abortanbau, das Obergeschoss Fachwerk, an der Nord- und Ostseite einriegelig mit kleinen, knapp unter der Traufe liegenden Fensteröffnungen und stockwerkshohen, V-förmigen Streben (überputzt), die übrigen Seiten in zweiriegeligem Fachwerk mit bis zum Rähm reichenden, wohl vergrößerten Fensteröffnungen (springende Kopfriegel), über dem Garagenanbau Schwelle mit Fase erkennbar, das Satteldach mit Aufschieblingen asbestgedeckt, die Giebeldreiecke verbrettert, historische Sprossenfenster und zweiflügelige Haustür mit Oberlicht (Mitte 19. Jahrhundert). | 09209515 |
| Weitere Bilder                          | Vier Mehrfamilienhäuser (Nr. 1, 2/3, 4/5 und 6) einer Bergarbeiter-Neubausiedlung | Willibald-Emmrich-Straße 1; 2; 3; 4; 5; 6 (Karte)                         | 1953                              | Authentisch erhaltene zeittypische Wohngebäude im Heimatstil der 1950er Jahre, beeinflusst vom Siedlungsbau der späten 1920er Jahre, baugeschichtliches Zeugnis der frühen DDR-Baupolitik. Vier annähernd gleich gestaltete Wohnblöcke, U-förmig angeordnet, teils mit Hecken umfriedeten Freiflächen vor den Gebäuden, einzelnen Bäumen sowie hinter den Blöcken befindlichen Wäscheplätzen, zweigeschossige massive Putzbauten, sieben mal zwei bzw. 14:3 Achsen auf Klinkersockel mit schiefergedecktem Walmdach, symmetrische Fassadengliederung durch Betonung der Eingangsbereiche (bei Nummer 1 u. 6 zentral, bei den übrigen in der jeweils dritten Achsen von außen), Gewände des segmentbogenförmigen Eingangs und des darüberliegenden Fensters als scharrierter Steinputz, Geschoss übergreifend zusammengefasst durch zweifach rückspringende Segmentbogenrahmung in Feinputz mit darüberliegenden Rundfenster, profilierter Traufbereich, originaler Kratzputz, die hochrechteckigen Fenster mit Faschen, Fenster und Türen überwiegend original, originale Laternen über den Hauseingängen, im Innern Terrazzofußboden, originale Treppengeländer und Wohnungstüren. | 09209427 |
|                                         | Katholische Kirche (ehemaliger Tanzsaal) | Windbergstraße 13 (Karte)                                                 | 1946                              | Authentisches und regional recht seltenes Zeugnis der Nachkriegszeit nach 1945, vor allem baugeschichtliche Bedeutung. Rundbogenstil, Glockenturm mit steiler Haube, Bausubstanz gehörte ursprünglich zu einem Gasthof mit Tanzsaal (spätes 19. Jahrhundert). In der Nazizeit Parteigebäude, nach dem Zweiten Weltkrieg wurde der Tanzsaal zu einer katholischen Kirche umgebaut, wobei vom Vorgängerbau nur wenig Substanz blieb. Ehemals gusseiserne Säulen wurden durch massive Pfeiler ersetzt, ebenso die Wand zur Straße und die hinter der Kanzel, 1961 kamen Streben auf der Rückseite hinzu, alles wegen Setzungen aus Bergbaugründen. Die Fenster mit geradem Sturz, die der Tanzsaal hatte, wurden durch rundbogige ersetzt, in die die Farbglasfenster (u. a. Evangelisten) der aufgegebenen alten Barbarakirche von 1894 eingesetzt wurden. Auch große Teile der Inneneinrichtung, vor allem das Gestühl, stammen aus dieser Kirche. Der jetzige Dachstuhl stammt zum größten Teil von 1992. Kirchenchronik und Bauakten vorhanden. | 09299790 |